# Agos-Vidalos
Pour les articles homonymes, voir Agos.
Agos-Vidalos [aɡɔs vidalɔs] est une commune française située dans l'ouest du département des Hautes-Pyrénées, en région Occitanie. Sur le plan historique et culturel, la commune est dans la province du Lavedan, partie sud-occidentale de la Bigorre et constituée d'un ensemble de sept vallées en amont de la ville de Lourdes.
Exposée à un climat océanique altéré, elle est drainée par le gave de Pau, le ruisseau du Bergons, le ruisseau de Saint-Pastous et par deux autres cours d'eau. La commune possède un patrimoine naturel remarquable : deux sites Natura 2000 (les « gaves de Pau et de Cauterets (et gorge de Cauterets) » et « granquet-Pibeste et Soum d'Ech »), un espace protégé (la réserve naturelle régionale du massif du Pibeste-Aoulhet) et trois zones naturelles d'intérêt écologique, faunistique et floristique.
Agos-Vidalos est une commune rurale qui compte 393 habitants en 2022, après avoir connu une forte hausse de la population depuis 1962. Elle fait partie de l'aire d'attraction de Lourdes. Ses habitants sont appelés les Agolosiens ou  Agolosiennes.

## Géographie

### Localisation
1. Carte dynamique
2. Carte Openstreetmap
3. Carte topographique
4. Carte avec les communes environnantes

La commune d'Agos-Vidalos se trouve dans le département des Hautes-Pyrénées, en région Occitanie.
Elle se situe à 24 km à vol d'oiseau de Tarbes, préfecture du département, et à 4 km d'Argelès-Gazost, sous-préfecture.
Les communes les plus proches sont : 
Geu (1,8 km), Boô-Silhen (2,0 km), Ayzac-Ost (2,5 km), Saint-Pastous (2,8 km), Ouzous (3,0 km), Ger (3,2 km), Viger (3,4 km), Berbérust-Lias (3,5 km).
Sur le plan historique et culturel, Agos-Vidalos fait partie de la province historique du Lavedan, partie sud-occidentale de la Bigorre et constitué d'un ensemble de sept vallées en amont de la ville de Lourdes. Historiquement, elle  fait partie de la province de Gascogne, et plus particulièrement du comté de Bigorre. La commune est dans l’estrèm de Salles qui regroupe sept communes.
Agos-Vidalos est limitrophe de sept autres communes.
Les communes limitrophes sont Viger, Ouzous, Ayzac-Ost, Boô-Silhen, Geu, Ger et Ossen.
| Ossen     | Viger        | Ger |
| Ouzous    | Agos-Vidalos | Geu |
| Ayzac-Ost | Boô-Silhen   |     |

### Paysages et relief

Sélection de vues du village.
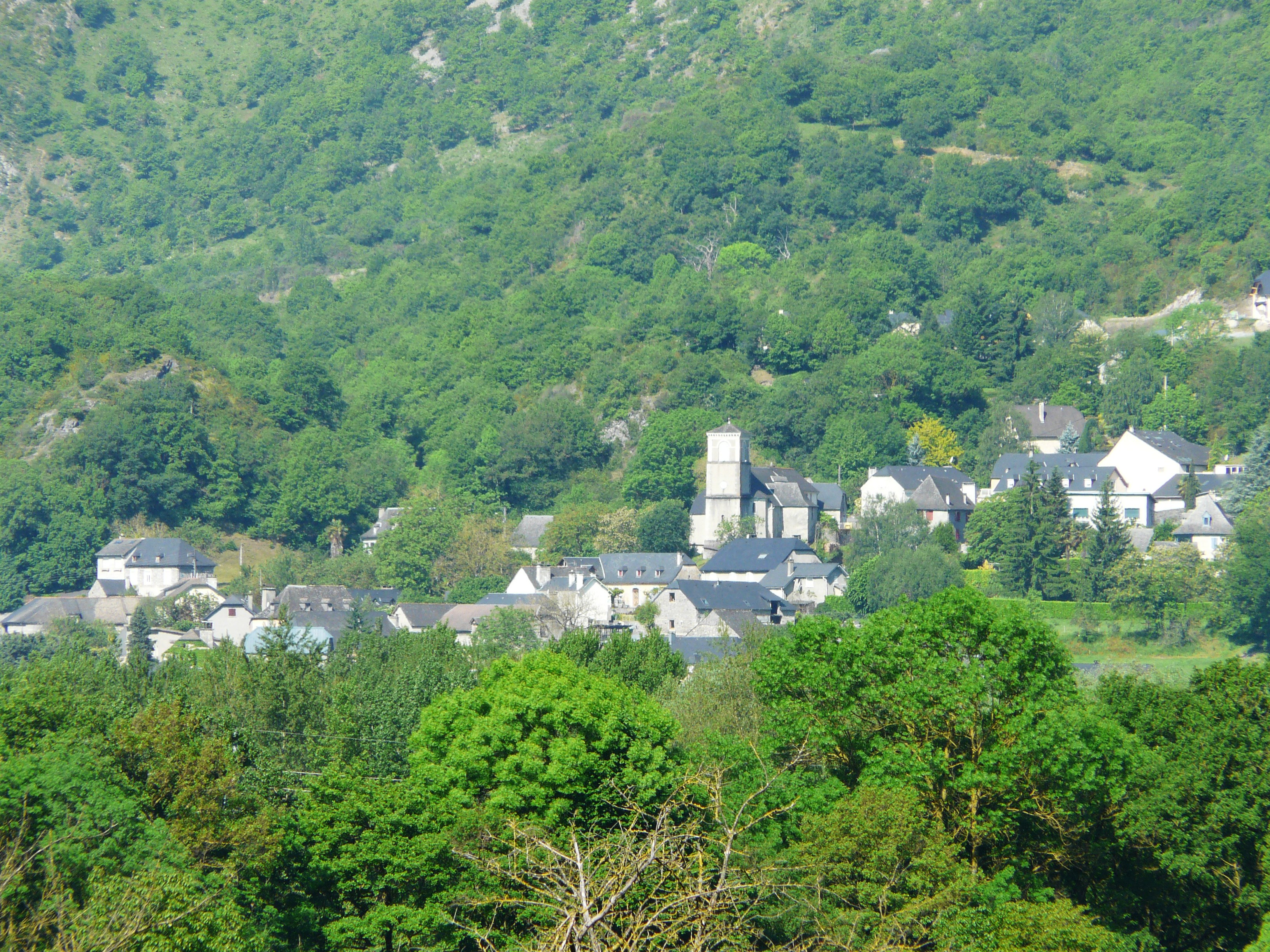
Le village d'Agos.
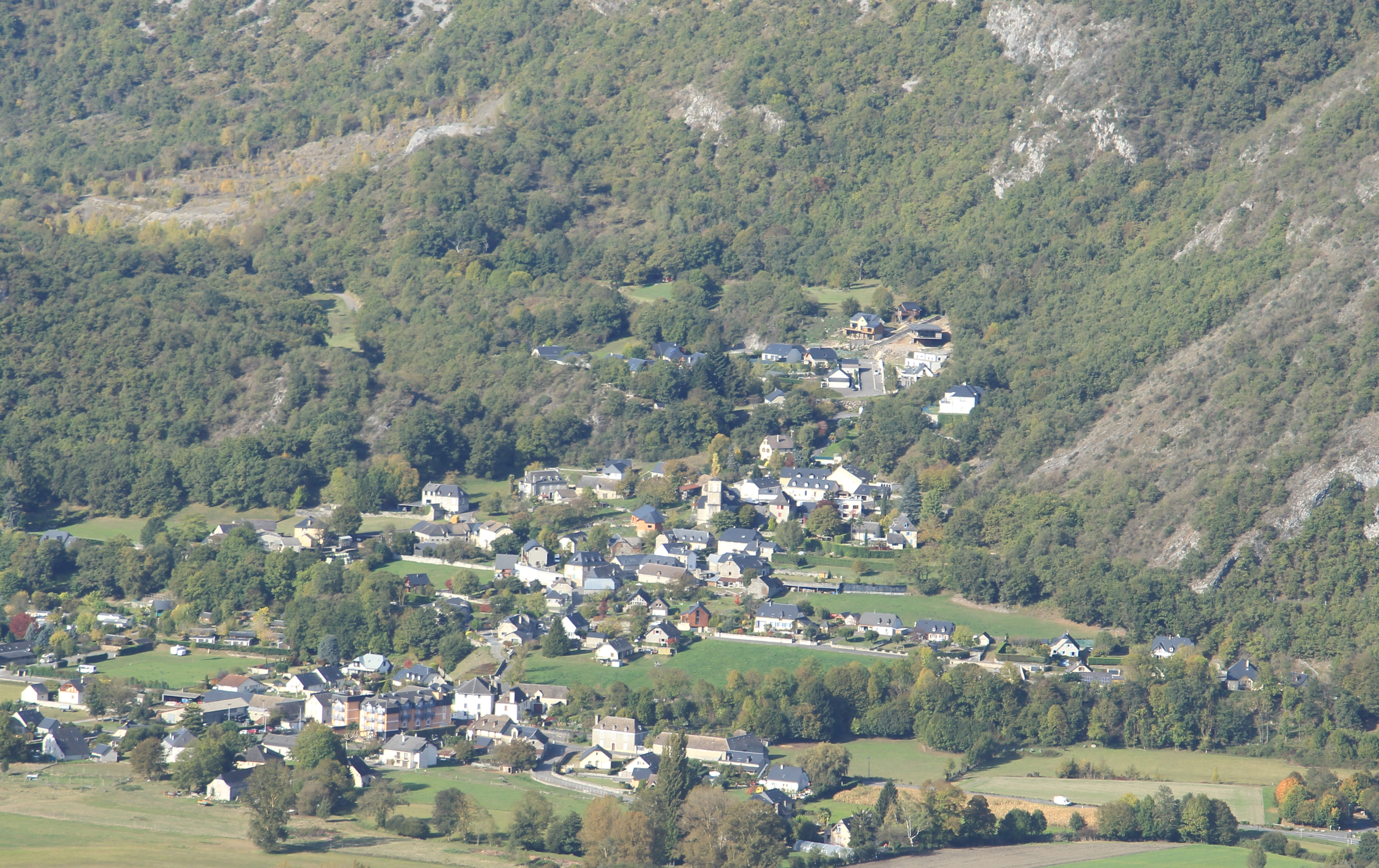
Agos.
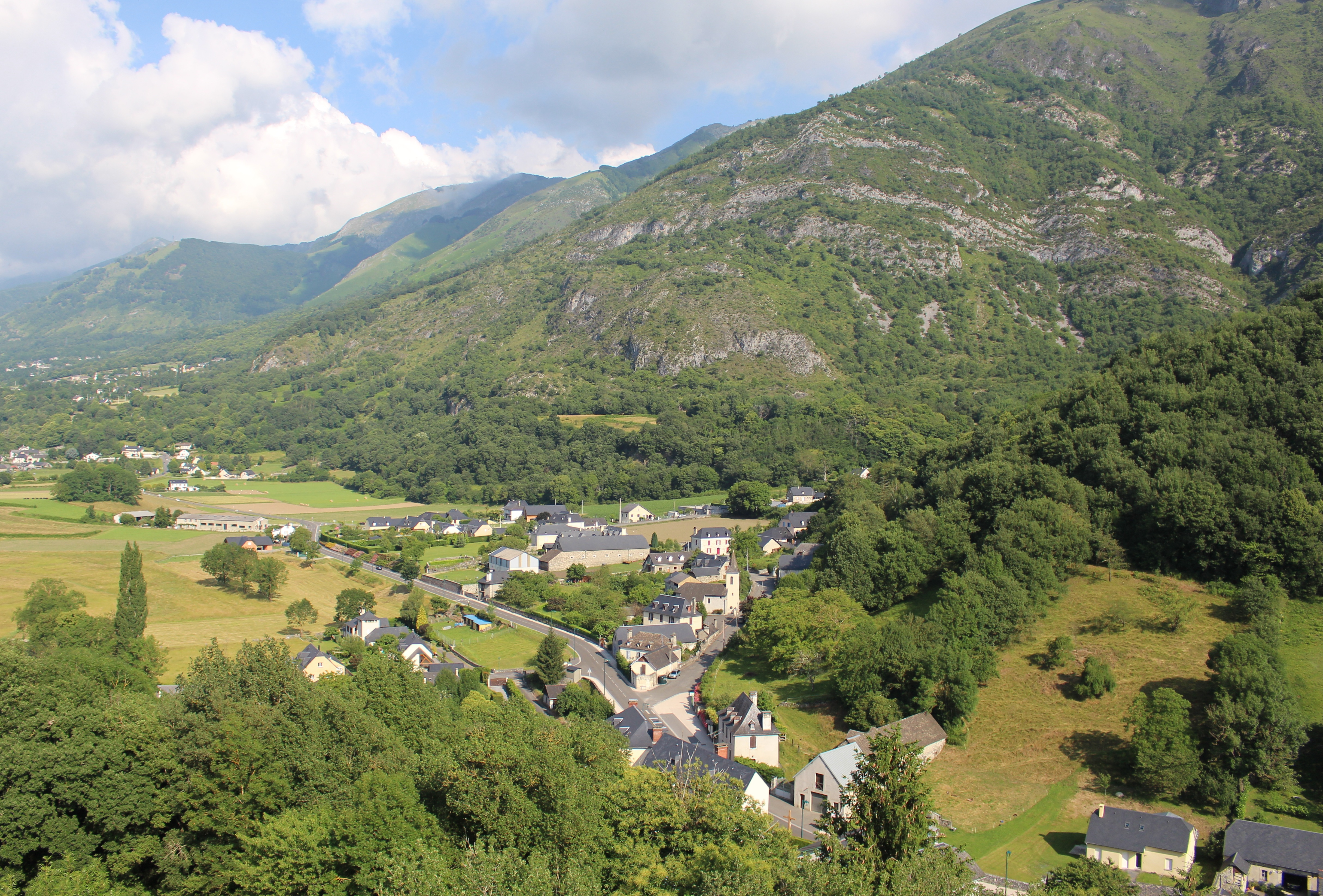
Vidalos.

### Hydrographie
La commune est dans le bassin de l'Adour, au sein du bassin hydrographique Adour-Garonne. Elle est drainée par le gave de Pau, le Ruisseau du Bergons, le ruisseau de Saint-Pastous, Canal des Moulins et par un petit cours d'eau, constituant un réseau hydrographique de 7 km de longueur totale,.
Le gave de Pau, d'une longueur totale de 192,8 km, prend sa source dans la commune de Gavarnie-Gèdre et s'écoule du sud vers le nord. Il traverse la commune et se jette dans l'Adour à Saint-Loubouer, après avoir traversé 88 communes.
Le Ruisseau du Bergons, d'une longueur totale de 15,6 km, prend sa source dans la commune d'Aucun et s'écoule du sud vers le nord. Il se jette dans le gave de Pau sur le territoire communal, après avoir traversé 10 communes.

### Climat
Le climat qui caractérise la commune est qualifié, en 2010, de « climat océanique altéré », selon la typologie des climats de la France qui compte alors huit grands types de climats en métropole. En 2020, la commune ressort du même type de climat dans la classification établie par Météo-France, qui ne compte désormais, en première approche, que cinq grands types de climats en métropole. Il s’agit d’une zone de transition entre le climat océanique et les climats de montagne et le climat semi-continental. Les écarts de température entre hiver et été augmentent avec l'éloignement de la mer. La pluviométrie est plus faible qu'en bord de mer, sauf aux abords des reliefs.
Les paramètres climatiques qui ont permis d’établir la typologie de 2010 comportent six variables pour les températures et huit pour les précipitations, dont les valeurs correspondent à la normale 1971-2000. Les sept principales variables caractérisant la commune sont présentées dans l'encadré ci-après.
| Paramètres climatiques communaux sur la période 1971-2000 - Moyenne annuelle de température : 12,1 °C - Nombre de jours avec une température inférieure à −5 °C : 2,9 j - Nombre de jours avec une température supérieure à 30 °C : 5,3 j - Amplitude thermique annuelle : 14,3 °C - Cumuls annuels de précipitation : 1 164 mm - Nombre de jours de précipitation en janvier : 10,5 j - Nombre de jours de précipitation en juillet : 8,4 j |

Avec le changement climatique, ces variables ont évolué. Une étude réalisée en 2014 par la Direction générale de l'Énergie et du Climat complétée par des études régionales prévoit en effet que la  température moyenne devrait croître et la pluviométrie moyenne baisser, avec toutefois de fortes variations régionales. Ces changements peuvent être constatés sur la station météorologique de Météo-France la plus proche, « Ayros-Arbouix », sur la commune d'Ayros-Arbouix, mise en service en 1982 et qui se trouve à 4 km à vol d'oiseau,, où la température moyenne annuelle est de 12,7 °C et la hauteur de précipitations de 1 031,4 mm pour la période 1981-2010.
Sur la station météorologique historique la plus proche, « Tarbes-Lourdes-Pyrénées », sur la commune d'Ossun, mise en service en 1946 et à 17 km, la température moyenne annuelle évolue de 12,2 °C pour la période 1971-2000, à 12,6 °C pour 1981-2010, puis à 12,9 °C pour 1991-2020.

### Milieux naturels et biodiversité

#### Espaces protégés
La protection réglementaire est le mode d’intervention le plus fort pour préserver des espaces naturels remarquables et leur biodiversité associée,.
Dans ce cadre, la commune fait partie de l'aire d'adhésion du Parc National des Pyrénées. Ce  parc national, créé en 1967, abrite une faune riche et spécifique particulièrement intéressante : importantes populations d’isards, colonies de marmottes réimplantées avec succès, grands rapaces tels le Gypaète barbu, le Vautour fauve, le Percnoptère d’Égypte ou l’Aigle royal, le Grand tétras et le discret Desman des Pyrénées qui constitue l’exemple type de ce précieux patrimoine confié au Parc national et aussi l'Ours des Pyrénées,,.

#### Réseau Natura 2000

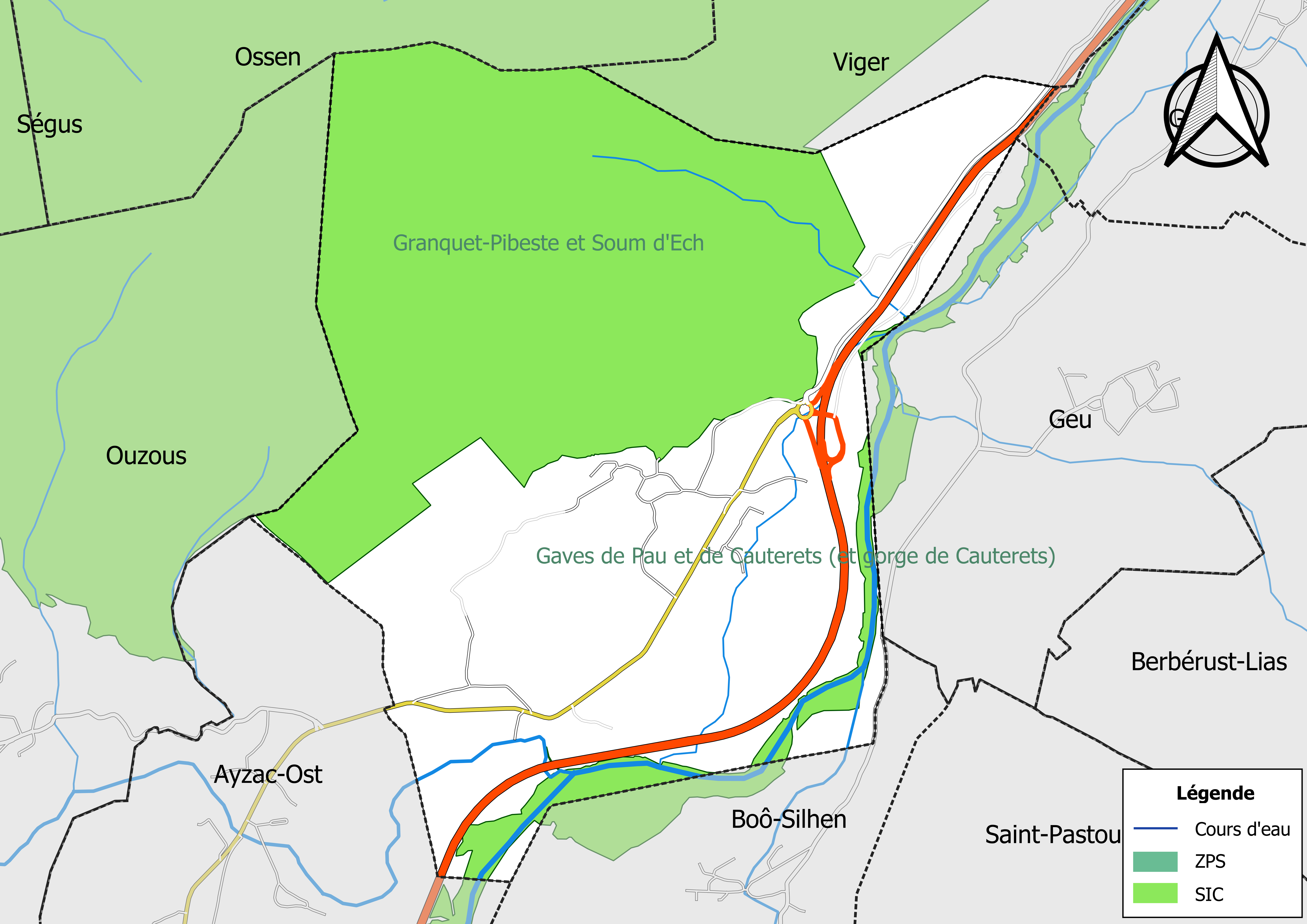
Sites Natura 2000 sur le territoire communal.

Le réseau Natura 2000 est un réseau écologique européen de sites naturels d'intérêt écologique élaboré à partir des Directives « Habitats » et « Oiseaux », constitué de zones spéciales de conservation (ZSC) et de zones de protection spéciale (ZPS).
Deux sites Natura 2000 ont été définis sur la commune au titre de la « directive Habitats » : 
- les « gaves de Pau et de Cauterets (et gorge de Cauterets) », d'une superficie de 482 ha, sont un site est localisé sur deux domaines biogéographiques : 42 % pour le domaine atlantique et 58 % pour le domaine alpin. Il sconstituent des réseaux linéaires sélectionnés pour leurs capacités d'accueil du saumon Salmo salar[29] ;
- « Granquet-Pibeste et Soum d'Ech », d'une superficie de 7 259 ha, représente un des aquifères importants du département avec un milieu karstique remarquable[30] ;

#### Zones naturelles d'intérêt écologique, faunistique et floristique
L’inventaire des zones naturelles d'intérêt écologique, faunistique et floristique (ZNIEFF) a pour objectif de réaliser une couverture des zones les plus intéressantes sur le plan écologique, essentiellement dans la perspective d’améliorer la connaissance du patrimoine naturel national et de fournir aux différents décideurs un outil d’aide à la prise en compte de l’environnement dans l’aménagement du territoire.
Deux ZNIEFF de type 1 sont recensées sur la commune,
le « Gave d'Azun, ruisseau du Bergons et Gave de Lourdes » (437 ha), couvrant 31 communes dont deux dans les Pyrénées-Atlantiques et 29 dans les Hautes-Pyrénées et 
les « Soulanes et crêtes des massifs du Granquet, Estibette et Pibeste » (4 471 ha), couvrant 11 communes dont une dans les Pyrénées-Atlantiques et dix dans les Hautes-Pyrénées
et une ZNIEFF de type 2,,
les « massifs calcaires de l'Estibète, du Granquet et du Pibeste, forêt de Très Crouts, vallée du Bergons et crêtes » (17 871 ha), couvrant 24 communes dont trois dans les Pyrénées-Atlantiques et 21 dans les Hautes-Pyrénées.

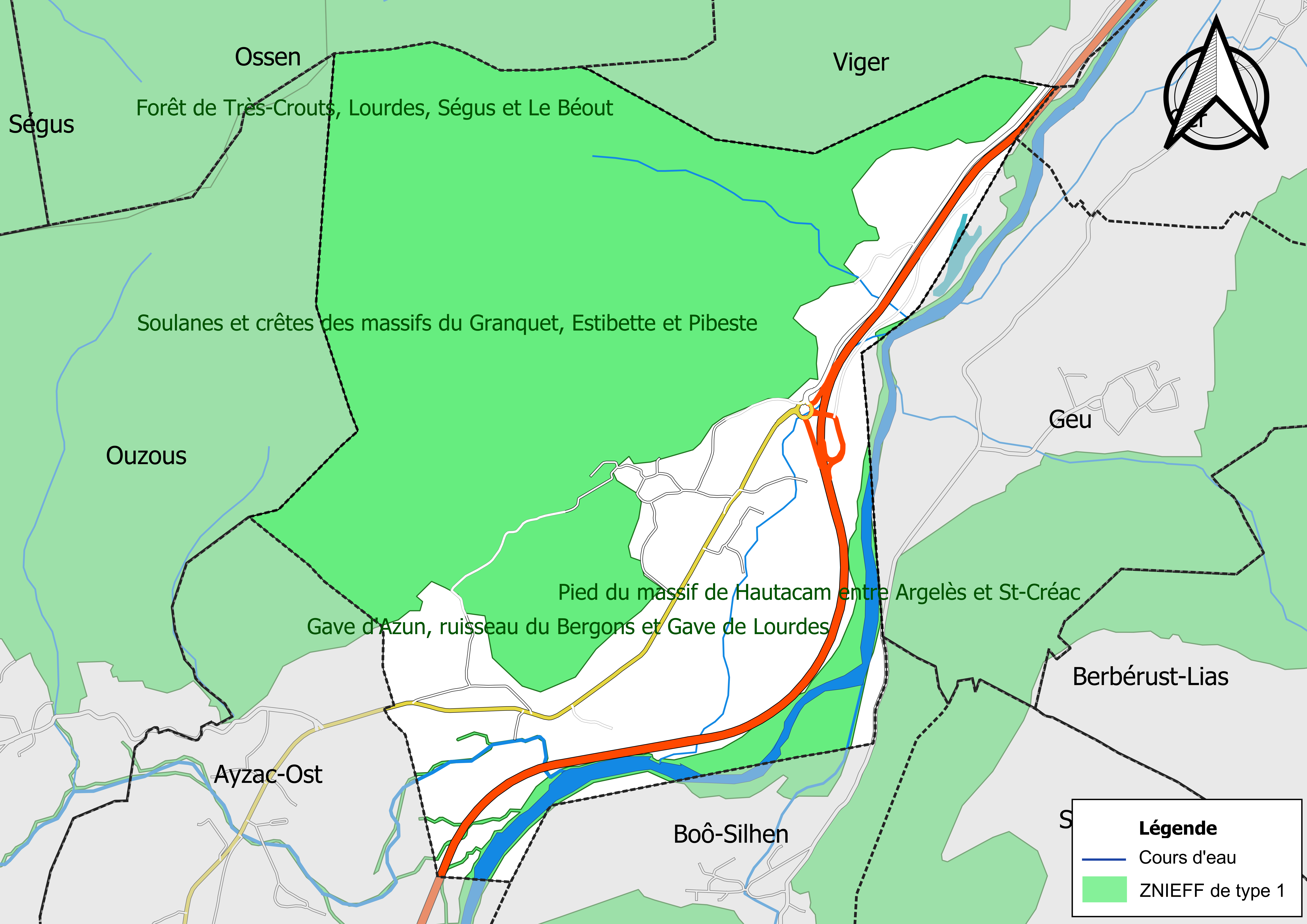
Carte des ZNIEFF de type 1 sur la commune.
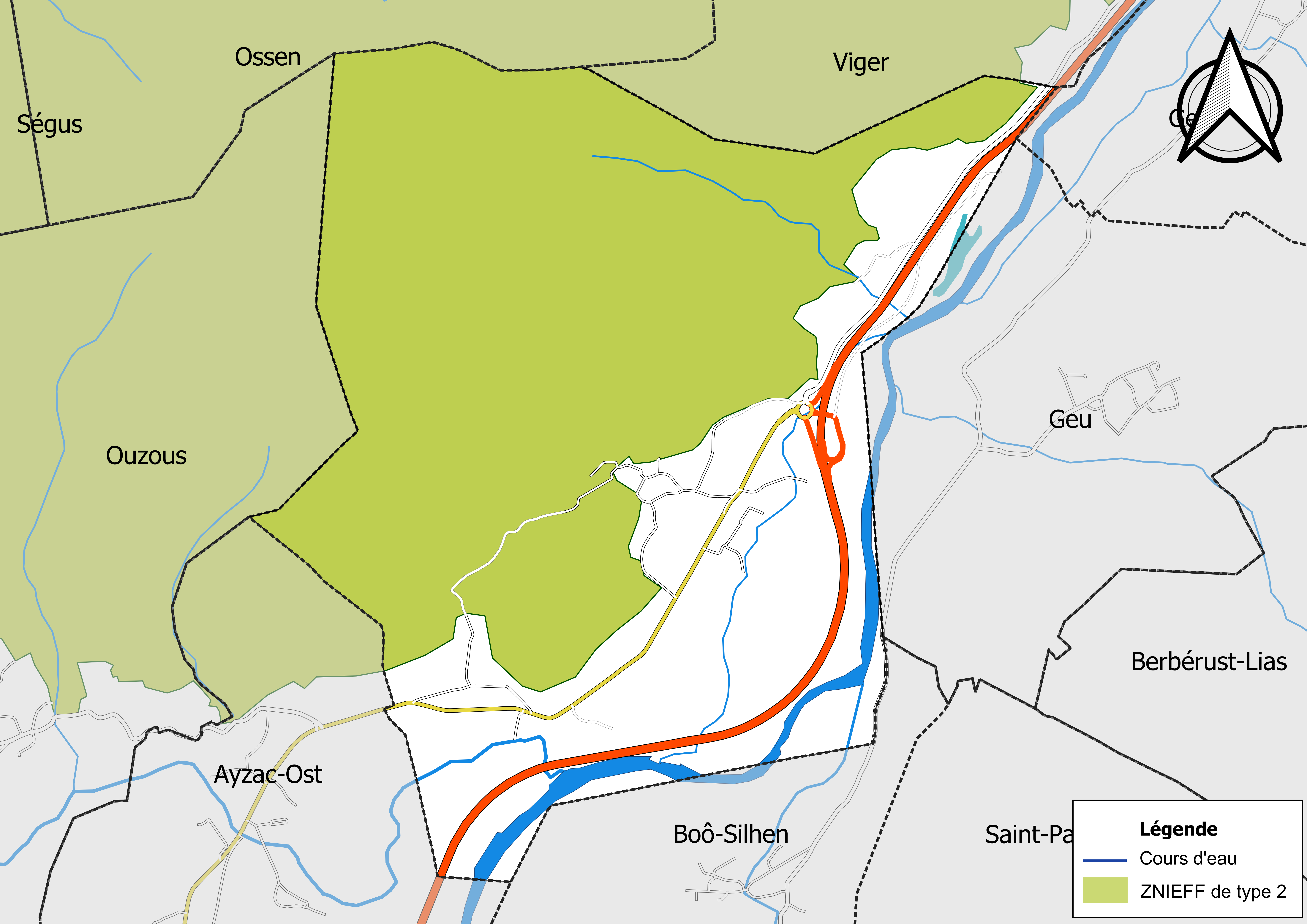
Carte de la ZNIEFF de type 2 sur la commune.

## Urbanisme

### Typologie
Au 1er janvier 2024, Agos-Vidalos est catégorisée commune rurale à habitat dispersé, selon la nouvelle grille communale de densité à sept niveaux définie par l'Insee en 2022.
Elle est située hors unité urbaine. Par ailleurs la commune fait partie de l'aire d'attraction de Lourdes, dont elle est une commune de la couronne,. Cette aire, qui regroupe 45 communes, est catégorisée dans les aires de moins de 50 000 habitants,.

### Occupation des sols
L'occupation des sols de la commune, telle qu'elle ressort de la base de données européenne d’occupation biophysique des sols Corine Land Cover (CLC), est marquée par l'importance des forêts et milieux semi-naturels (62,4 % en 2018), en diminution par rapport à 1990 (67,7 %). La répartition détaillée en 2018 est la suivante : 
milieux à végétation arbustive et/ou herbacée (37,6 %), forêts (24,8 %), zones agricoles hétérogènes (18,9 %), zones urbanisées (7,8 %), mines, décharges et chantiers (5,7 %), zones industrielles ou commerciales et réseaux de communication (5,2 %).
L'IGN met par ailleurs à disposition un outil en ligne permettant de comparer l’évolution dans le temps de l’occupation des sols de la commune (ou de territoires à des échelles différentes). Plusieurs époques sont accessibles sous forme de cartes ou photos aériennes : la carte de Cassini (XVIIIe siècle), la carte d'état-major (1820-1866) et la période actuelle (1950 à aujourd'hui).

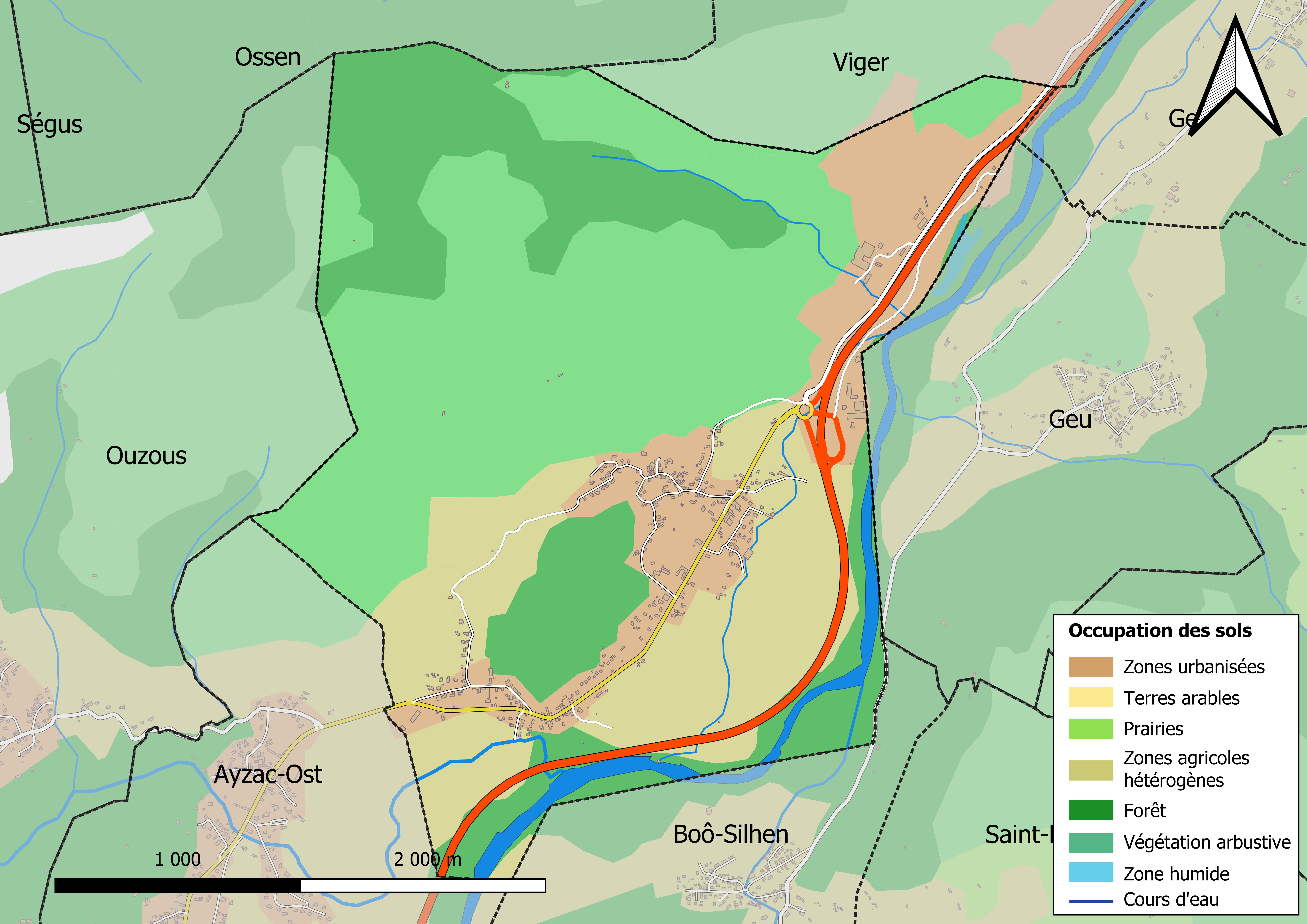
Carte des infrastructures et de l'occupation des sols en 2018 (CLC) de la commune.
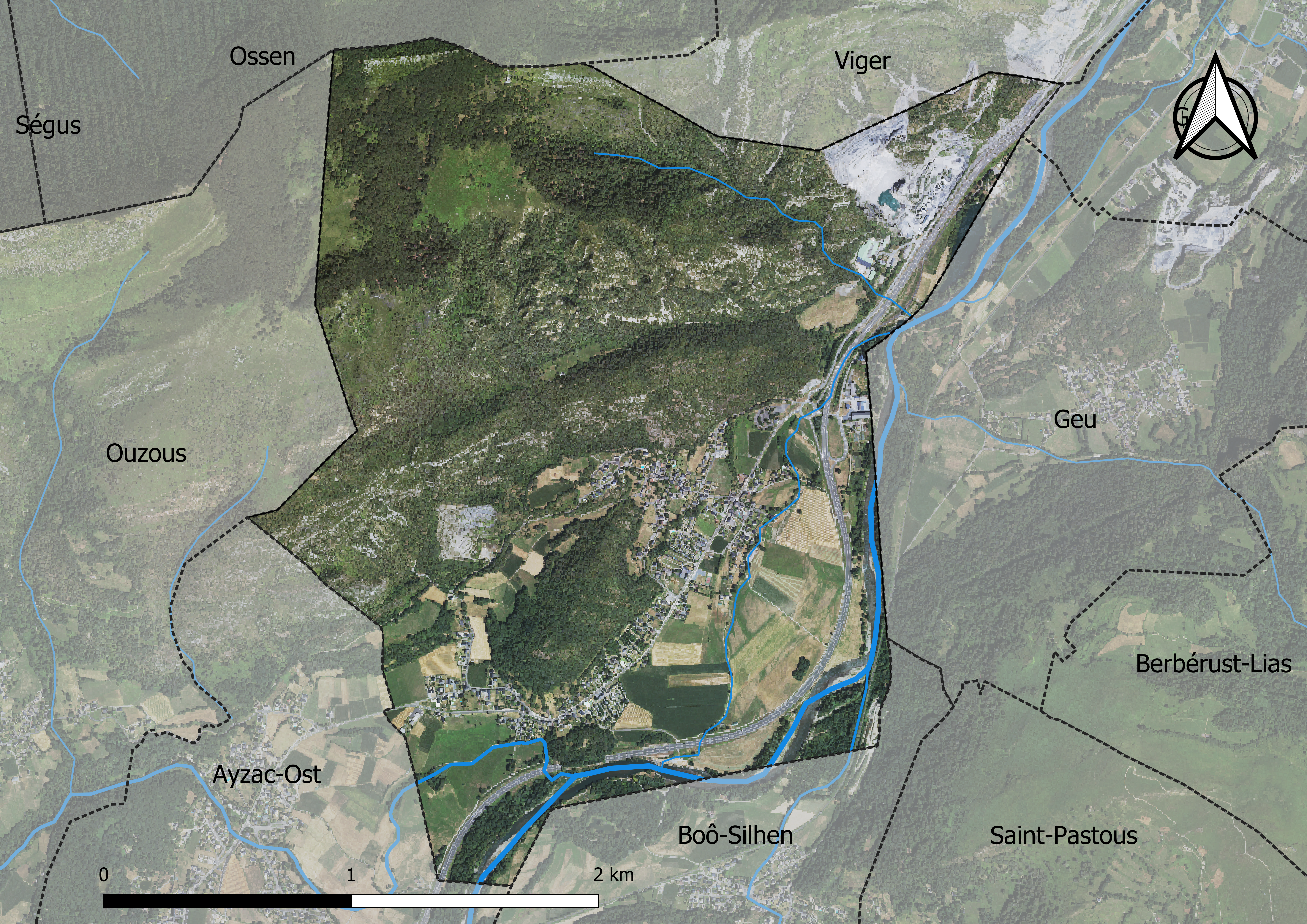
Carte orthophotogrammétrique de la commune.

### Voies de communication et transports
Cette commune est desservie par les routes départementales D 921b, (ancienne N 21), et  par la route départementale D 821.

### Risques majeurs
Le territoire de la commune d'Agos-Vidalos est vulnérable à différents aléas naturels : météorologiques (tempête, orage, neige, grand froid, canicule ou sécheresse), inondations, feux de forêts, mouvements de terrains et séisme (sismicité moyenne). Il est également exposé à un risque technologique,  le transport de matières dangereuses, et à un risque particulier : le risque de radon. Un site publié par le BRGM permet d'évaluer simplement et rapidement les risques d'un bien localisé soit par son adresse soit par le numéro de sa parcelle.

#### Risques naturels
Certaines parties du territoire communal sont susceptibles d’être affectées par le risque d’inondation par débordement de cours d'eau, notamment le gave de Pau et le ruisseau du Bergons. La cartographie des zones inondables en ex-Midi-Pyrénées réalisée dans le cadre du XIe Contrat de plan État-région, visant à informer les citoyens et les décideurs sur le risque d’inondation, est accessible sur le site de la DREAL Occitanie. La commune a été reconnue en état de catastrophe naturelle au titre des dommages causés par les inondations et coulées de boue survenues en 1982, 1999, 2009, 2012, 2013, 2015, 2018, 2021 et 2022,.
Agos-Vidalos est exposée au risque de feu de forêt. Un plan départemental de protection des forêts contre les incendies a été approuvé par arrêté préfectoral le 21 avril 2020 pour la période 2020-2029. Le précédent couvrait la période 2007-2017. L’emploi du feu est régi par deux types de réglementations. D’abord le code forestier et l’arrêté préfectoral du 27 octobre 2014, qui réglementent l’emploi du feu à moins de 200 m des espaces naturels combustibles sur l’ensemble du département. Ensuite celle établie dans le cadre de la lutte contre la pollution de l’air, qui interdit le brûlage des déchets verts des particuliers. L’écobuage est quant à lui réglementé dans le cadre de commissions locales d’écobuage (CLE).

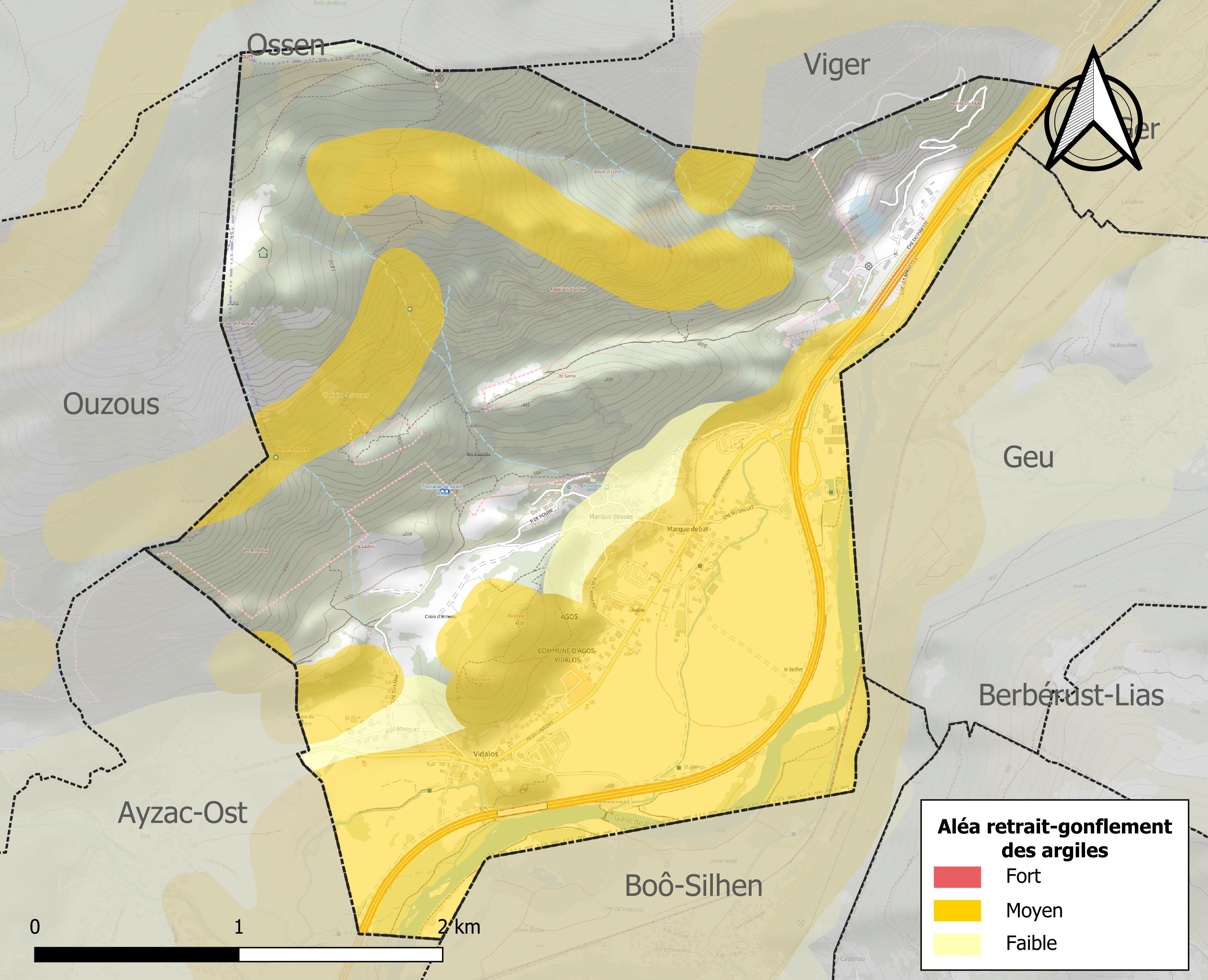
Carte des zones d'aléa retrait-gonflement des sols argileux d'Agos-Vidalos.

Les mouvements de terrains susceptibles de se produire sur la commune sont des mouvements de sols liés à la présence d'argile et des tassements différentiels.
Le retrait-gonflement des sols argileux est susceptible d'engendrer des dommages importants aux bâtiments en cas d’alternance de périodes de sécheresse et de pluie. 49,2 % de la superficie communale est en aléa moyen ou fort (44,5 % au niveau départemental et 48,5 % au niveau national). Sur les 182 bâtiments dénombrés sur la commune en 2019, 114 sont en aléa moyen ou fort, soit 63 %, à comparer aux 75 % au niveau départemental et 54 % au niveau national. Une cartographie de l'exposition du territoire national au retrait gonflement des sols argileux est disponible sur le site du BRGM,.
Par ailleurs, afin de mieux appréhender le risque d’affaissement de terrain, l'inventaire national des cavités souterraines permet de localiser celles situées sur la commune.
Concernant les mouvements de terrains, la commune a été reconnue en état de catastrophe naturelle au titre des dommages causés par des mouvements de terrain en 1999 et 2013 et par des glissements de terrain en 1991.

#### Risque technologique
Le risque de transport de matières dangereuses sur la commune est lié à sa traversée par une route à fort trafic et une canalisation de transport d'hydrocarbures. Un accident se produisant sur de telles infrastructures est susceptible d’avoir des effets graves sur les biens, les personnes ou l'environnement, selon la nature du matériau transporté. Des dispositions d’urbanisme peuvent être préconisées en conséquence.

#### Risque particulier
Dans plusieurs parties du territoire national, le radon, accumulé dans certains logements ou autres locaux, peut constituer une source significative d’exposition de la population aux rayonnements ionisants. Certaines communes du département sont concernées par le risque radon à un niveau plus ou moins élevé. Selon la classification de 2018, la commune d'Agos-Vidalos est classée en zone 2, à savoir zone à potentiel radon faible mais sur lesquelles des facteurs géologiques particuliers peuvent faciliter le transfert du radon vers les bâtiments.

## Toponymie

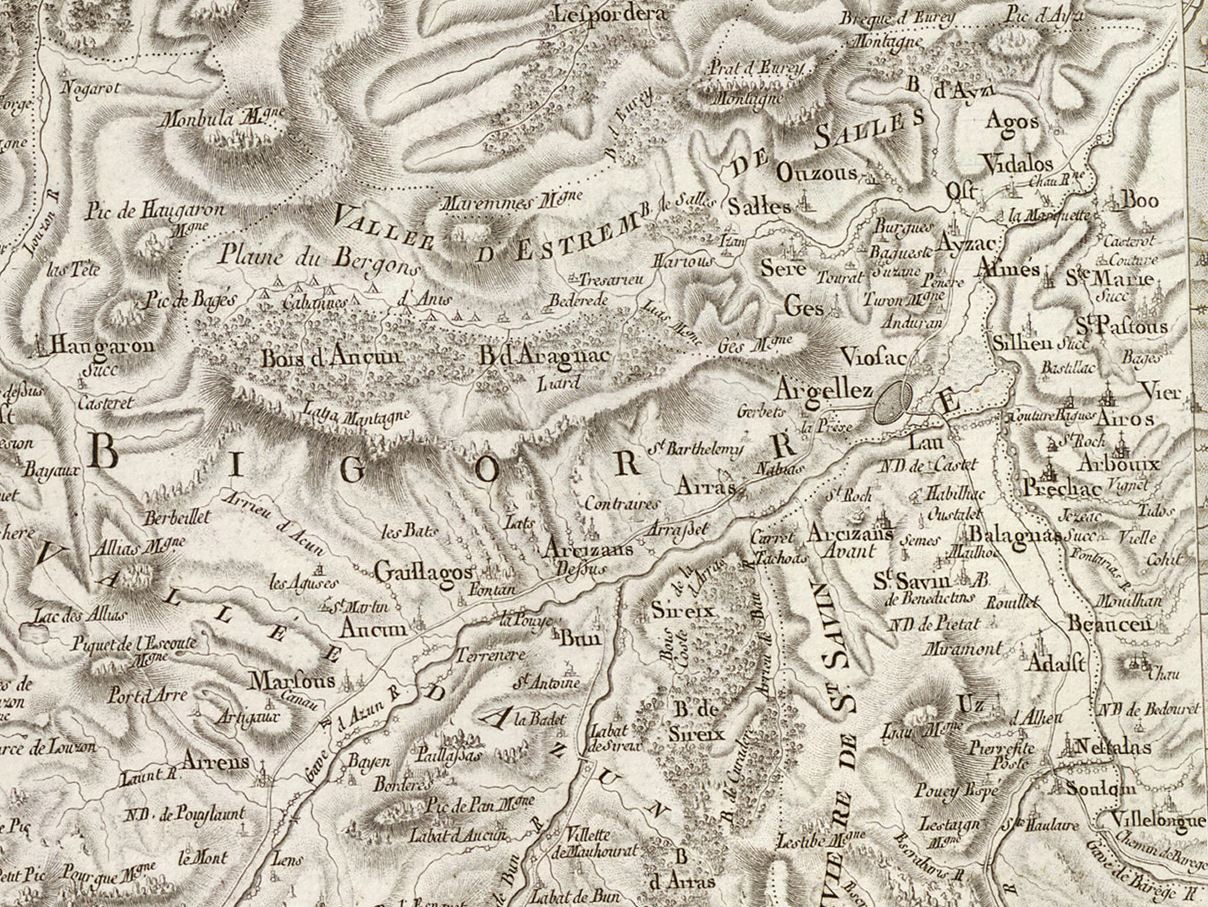
Extrait de la carte de Cassini (entre 1756 et 1789) situant Agos-Vidalos au nord-est d'Argelès-Gazost.

On trouvera les principales informations dans le Dictionnaire toponymique des communes des Hautes-Pyrénées de Michel Grosclaude et Jean-François Le Nail qui rapporte les dénominations historiques des villages :

### Agos
Dénominations historiques :
- Raimundo de Gos, latin et gascon (1037 ou v. 1040, Livre vert de  Bénac) ;
- de Goss (v. 1050-1070, cartulaire de Bigorre) ;
- de Gos (v. 1083-1105, cartulaire de  Saint-Savin ; 1168, bulle d'Alexandre III) ;
- de Goz (v. 1105, ibid. ; v. 1143, ibid.) ;
- entro Agos (v. 1200-1230, cartulaires Bigorre) ;
- A Gos (ibid.) ;
- Agos (1285, Montre Bigorre ; 1313, Debita regi Navarre) ;
- de Agossio, latin (1379, procuration Tarbes) ;
- Aguos, Agos (1429, censier de Bigorre).
- Agos en Lavedant (1740, registres paroissiaux)

Nom occitan : Agòs.

### Vidalos
Dénominations historiques :
- Bidalos (v. 1184, cartulaires Bigorre ; v. 1200-1230, ibid. ; 1285, Montre Bigorre) ;
- De Vidalossio, latin (1313, Debita regi Navarre) ;
- De Bidalossio, latin (1342, pouillé de Tarbes ; 1379, procuration Tarbes) ;
- Bidalos (1429, censier Bigorre) ;
- Vidalos (ibid. ; 1541, ADPA, B 1010) ;
- Vidalos (fin XVIIIe siècle, carte de Cassini).

Nom occitan : Vidalòs.

## Histoire
Le comte de Bigorre Centulle III, qui fit construire le château de Vidalos, encouragea la création d'un village près de sa garnison en accordant des exemptions d'impôts et de corvées aux paysans qui s'y installaient.
Le traité de Brétigny, le 8 mai 1360, donna le château aux Anglais avec la Bigorre. Charles V reprit ensuite la province. La forteresse servit ultérieurement de prison pour les détenus de droit commun.
Agos et Vidalos sont citées comme communes distinctes en 1790, elles sont réunies en 1846.

## Politique et administration

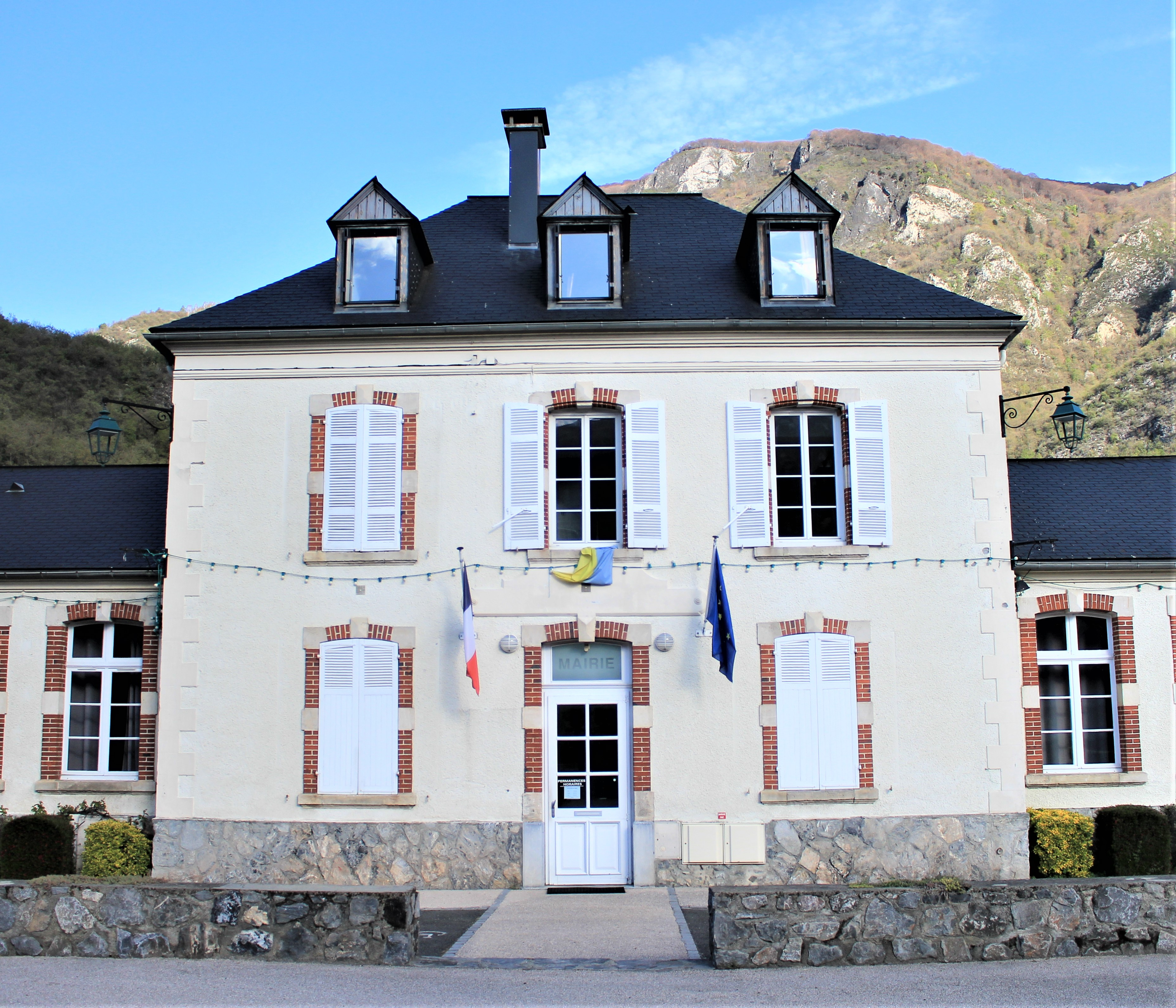
La mairie en 2023.

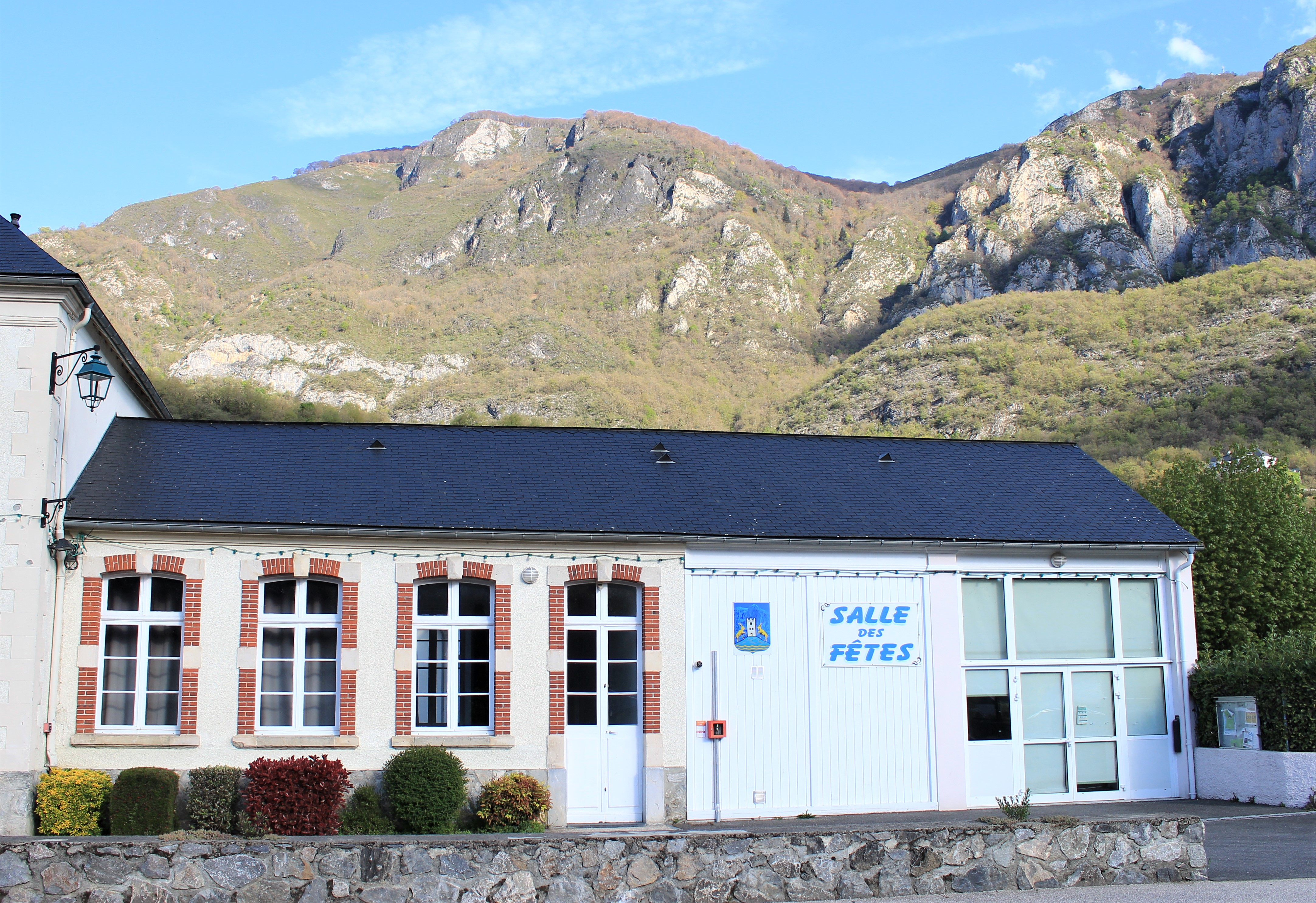
Le foyer rural en 2023.

### Intercommunalité
Agos-Vidalos fait partie de la communauté de communes de la Vallée d'Argelès-Gazost, créée en décembre 1996, qui réunit seize communes.

### Liste des maires
| Période                                  | Période   | Identité           | Étiquette | Qualité |
| ---------------------------------------- | --------- | ------------------ | --------- | ------- |
| Les données manquantes sont à compléter. |           |                    |           |         |
| 1935                                     | 1965      | Joseph Lacrampe    |           |         |
| 1965                                     | 1971      | Jean Méhault       |           |         |
| 1971                                     | mars 1995 | Hubert Mathieu     |           |         |
| mars 1995                                | mars 2014 | Jean-Louis Gerbeau |           |         |
| mars 2014                                | en cours  | Gilles Probst      | SE        |         |

## Population et société

### Démographie

#### Évolution démographique
L'évolution du nombre d'habitants est connue à travers les recensements de la population effectués dans la commune depuis 1793. Pour les communes de moins de 10 000 habitants, une enquête de recensement portant sur toute la population est réalisée tous les cinq ans, les populations de référence des années intermédiaires étant quant à elles estimées par interpolation ou extrapolation. Pour la commune, le premier recensement exhaustif entrant dans le cadre du nouveau dispositif a été réalisé en 2008.

En 2022, la commune comptait 393 habitants, en évolution de −7,53 % par rapport à 2016 (Hautes-Pyrénées : +1,59 %, France hors Mayotte : +2,11 %).
| 1793 | 1800 | 1806 | 1821 | 1831 | 1836 | 1841 | 1846 | 1851 |
| ---- | ---- | ---- | ---- | ---- | ---- | ---- | ---- | ---- |
| 218  | 154  | 212  | 232  | 239  | 231  | 245  | 238  | 360  |

| 1856 | 1861 | 1866 | 1872 | 1876 | 1881 | 1886 | 1891 | 1896 |
| ---- | ---- | ---- | ---- | ---- | ---- | ---- | ---- | ---- |
| 343  | 359  | 360  | 358  | 351  | 352  | 322  | 335  | 334  |

| 1901 | 1906 | 1911 | 1921 | 1926 | 1931 | 1936 | 1946 | 1954 |
| ---- | ---- | ---- | ---- | ---- | ---- | ---- | ---- | ---- |
| 302  | 301  | 302  | 223  | 208  | 207  | 208  | 218  | 228  |

| 1962 | 1968 | 1975 | 1982 | 1990 | 1999 | 2006 | 2008 | 2013 |
| ---- | ---- | ---- | ---- | ---- | ---- | ---- | ---- | ---- |
| 256  | 265  | 285  | 272  | 270  | 290  | 350  | 367  | 411  |

| 2018 | 2022 | - | - | - | - | - | - | - |
| ---- | ---- | - | - | - | - | - | - | - |
| 407  | 393  | - | - | - | - | - | - | - |

### Enseignement

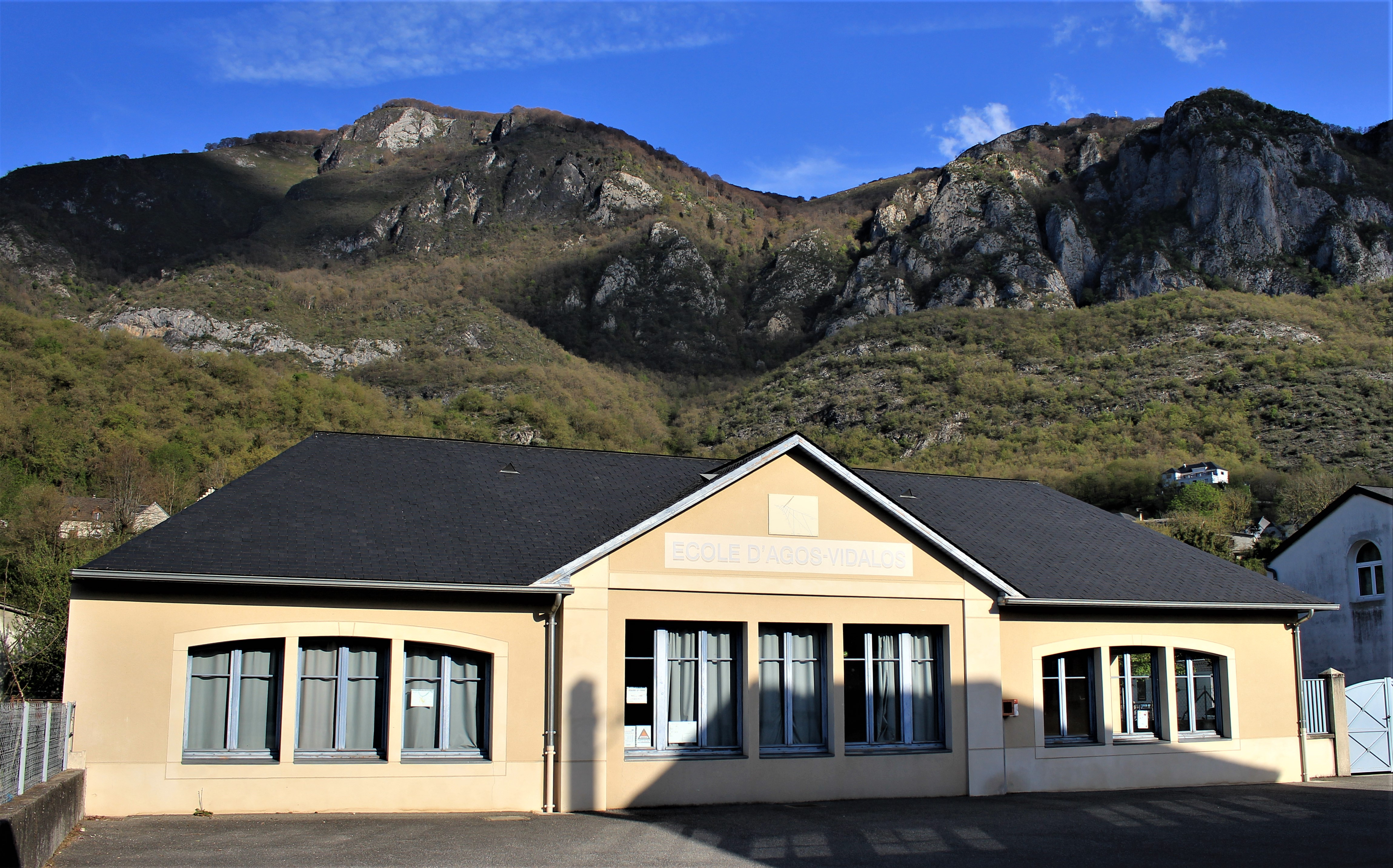
L'ancienne école primaire en 2023.

La commune dépend de l'académie de Toulouse. Elle ne dispose plus d'école en 2021.

### Sports
La commune est traversée par la voie verte des Gaves.

## Économie

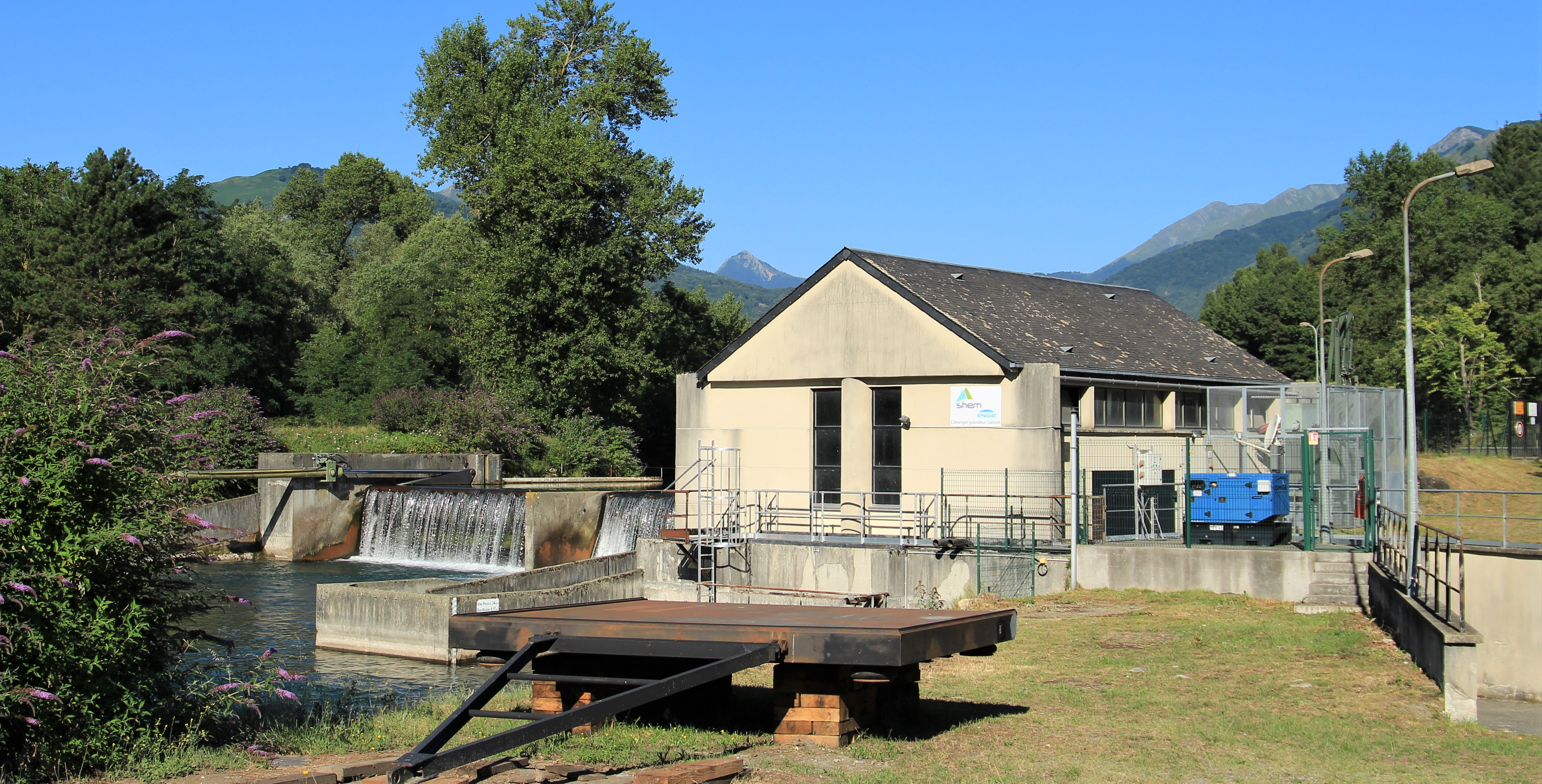
La centrale hydroélectrique d'Agos-Vidalos

.

### Revenus
En 2018, la commune compte 175 ménages fiscaux, regroupant 421 personnes. La médiane du revenu disponible par unité de consommation est de 22 510 € (20 420 € dans le département).

### Emploi
| Division       | 2008  | 2013  | 2018  |
| -------------- | ----- | ----- | ----- |
| Commune        | 3,7 % | 6,6 % | 6,1 % |
| Département    | 7,7 % | 9,4 % | 9,8 % |
| France entière | 8,3 % | 10 %  | 10 %  |

En 2018, la population âgée de 15 à 64 ans s'élève à 244 personnes, parmi lesquelles on compte 80,7 % d'actifs (74,6 % ayant un emploi et 6,1 % de chômeurs) et 19,3 % d'inactifs,. Depuis 2008, le taux de chômage communal (au sens du recensement) des 15-64 ans est inférieur à celui de la France et du département.
La commune fait partie de la couronne de l'aire d'attraction de Lourdes, du fait qu'au moins 15 % des actifs travaillent dans le pôle,. Elle compte 137 emplois en 2018, contre 131 en 2013 et 145 en 2008. Le nombre d'actifs ayant un emploi résidant dans la commune est de 184, soit un indicateur de concentration d'emploi de 74,4 % et un taux d'activité parmi les 15 ans ou plus de 57,7 %.
Sur ces 184 actifs de 15 ans ou plus ayant un emploi, 25 travaillent dans la commune, soit 14 % des habitants. Pour se rendre au travail, 90,8 % des habitants utilisent un véhicule personnel ou de fonction à quatre roues, 1,6 % les transports en commun, 3,3 % s'y rendent en deux-roues, à vélo ou à pied et 4,3 % n'ont pas besoin de transport (travail au domicile).

## Culture locale et patrimoine

### Lieux et monuments
- Église Saint-Hippolyte d'Agos.
- Église Saint-Michel de Vidalos.

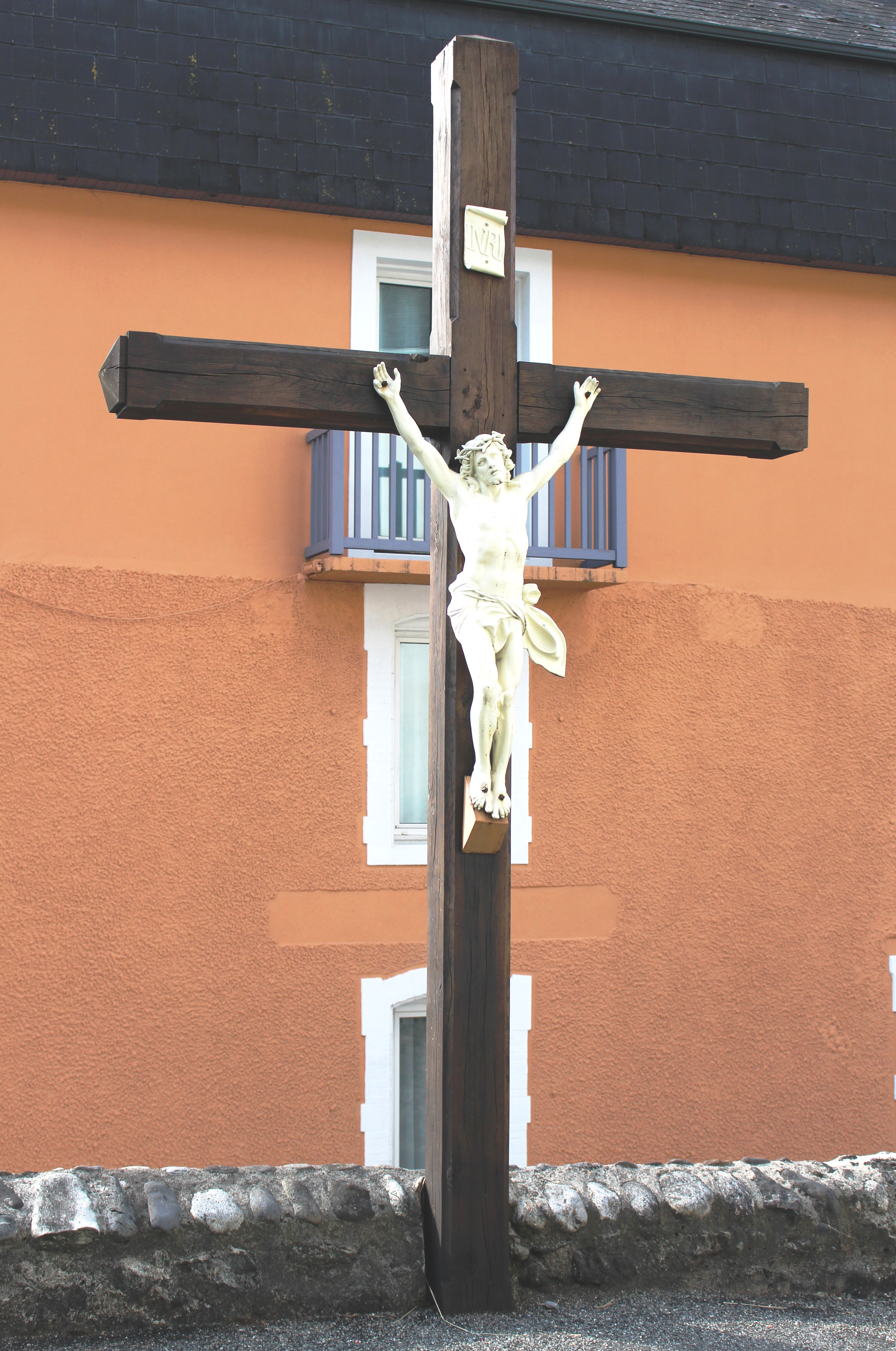
Une croix.

- Tour de Vidalos, ruines d'un château construit en 1175 par le comte de Bigorre, Centulle III (dit Centot).
- Lavoirs.

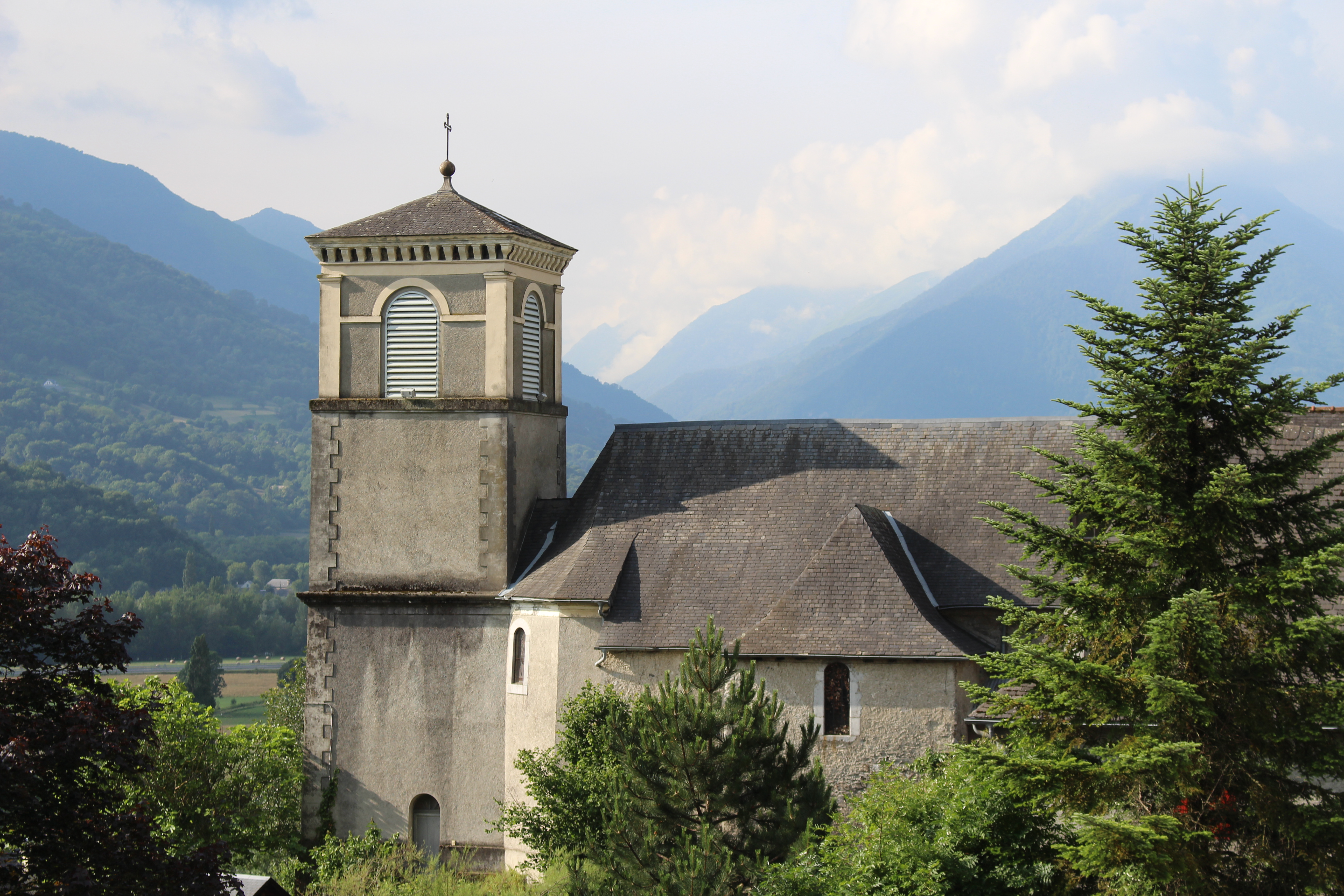
L'église Saint-Hippolyte d'Agos en 2014.
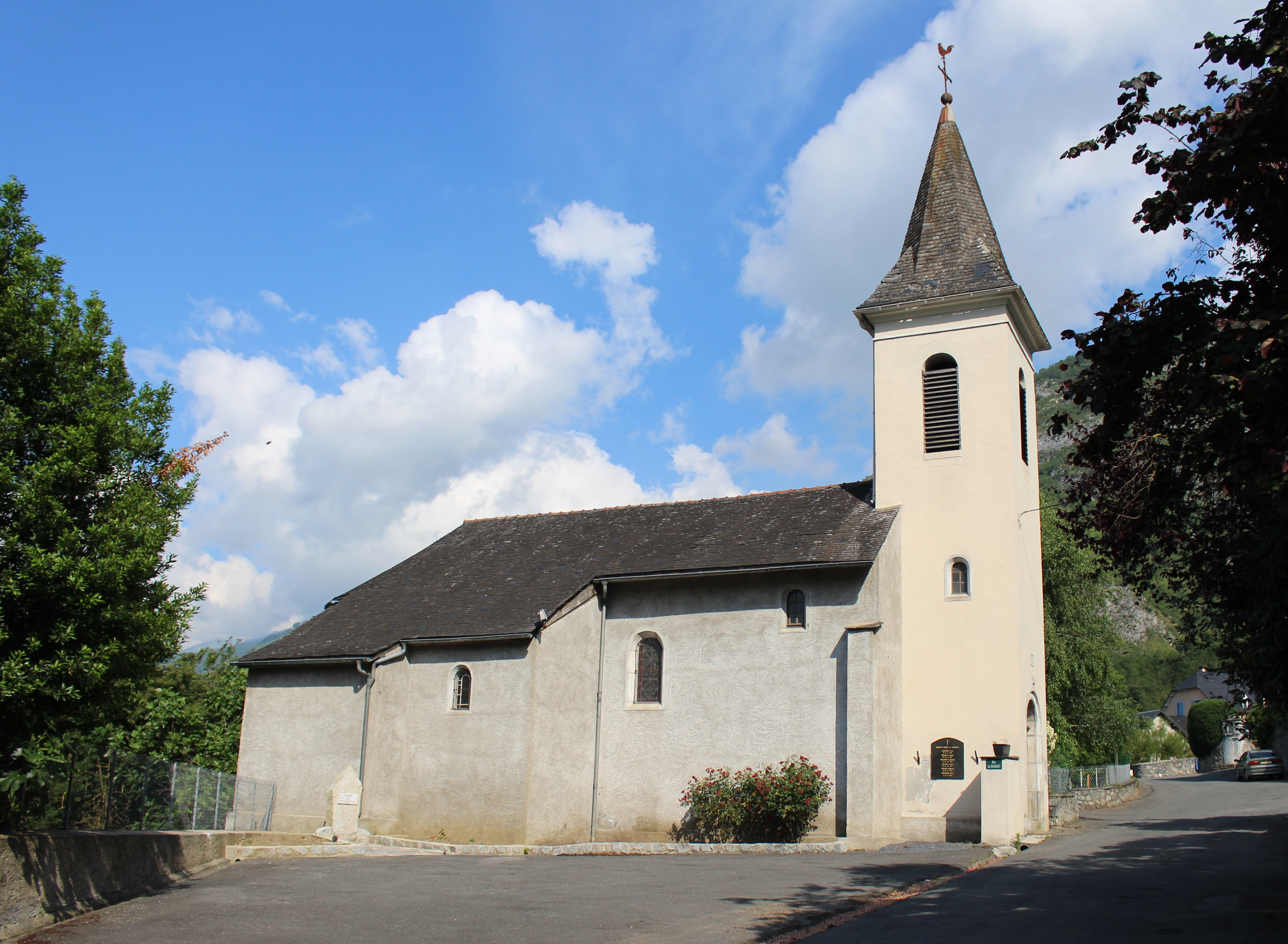
L'église Saint-Michel de Vidalos en 2014.
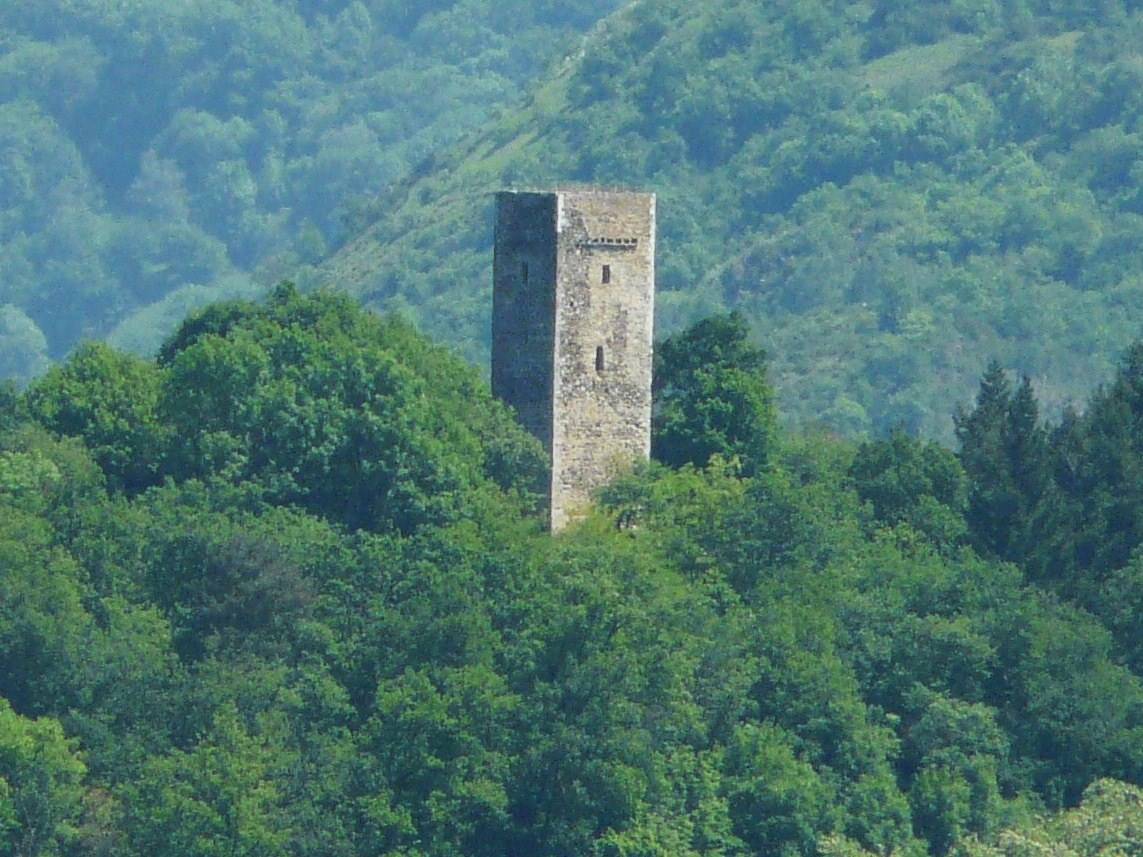
La tour de Vidalos.
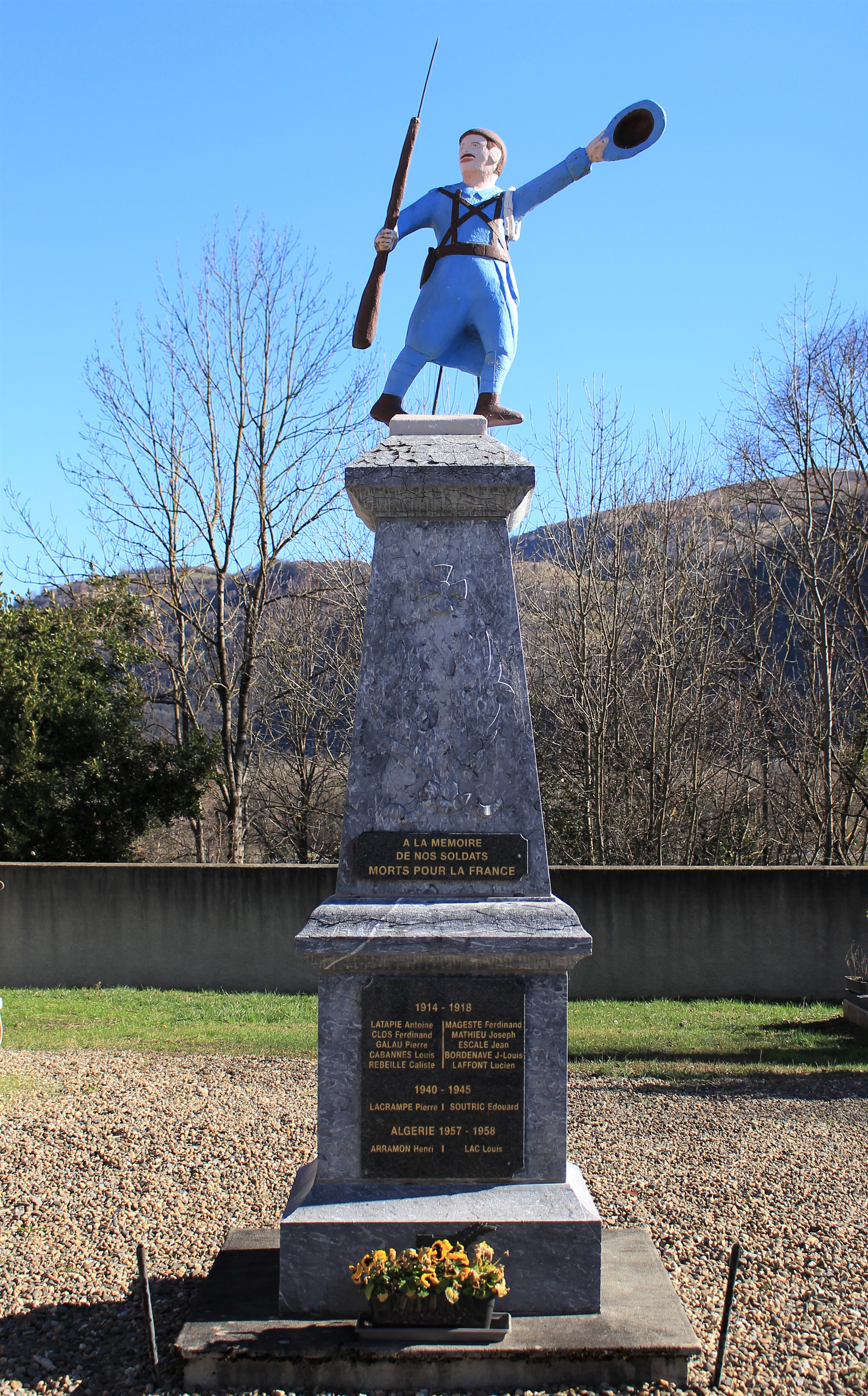
Le monument aux morts.
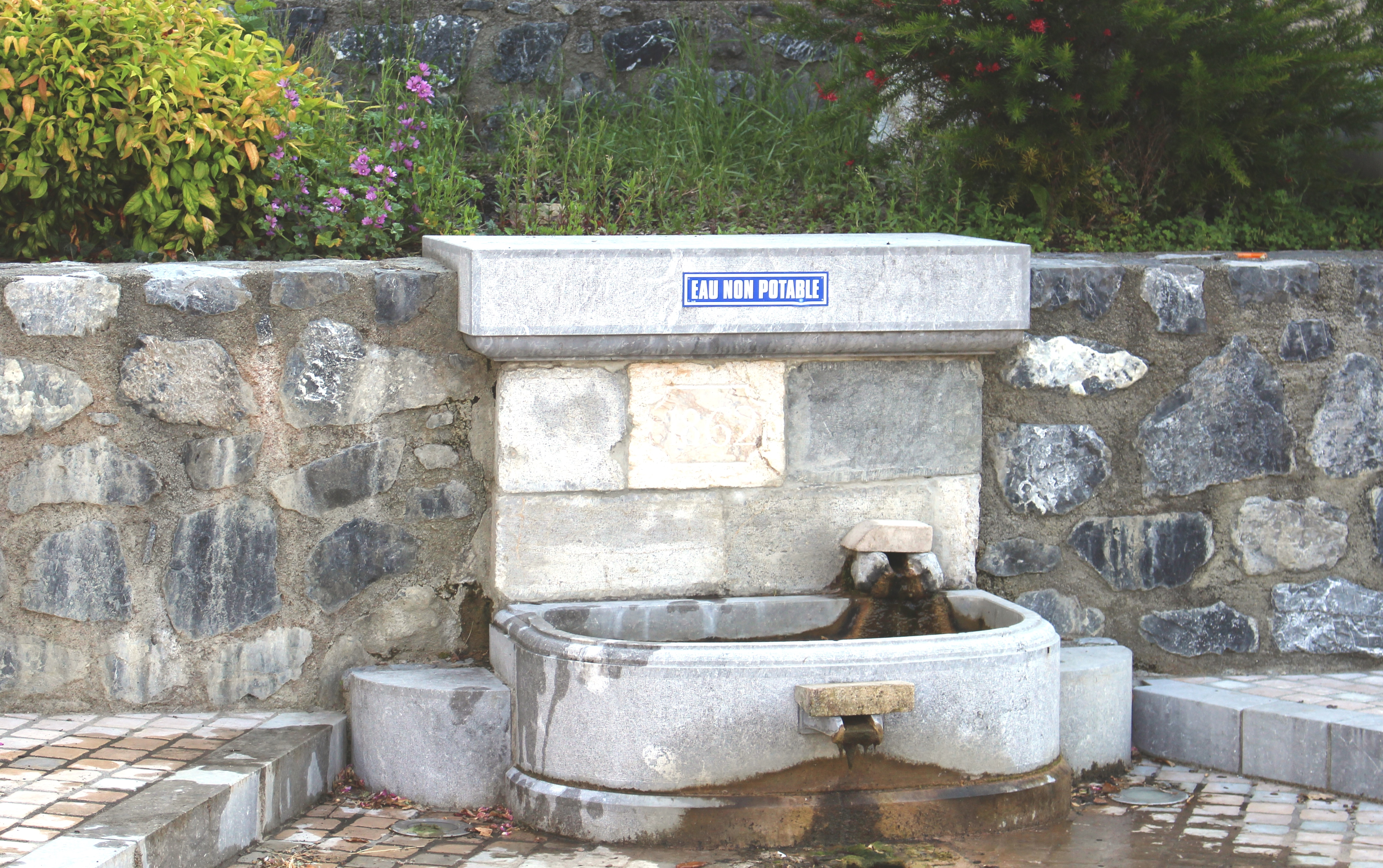
La fontaine.
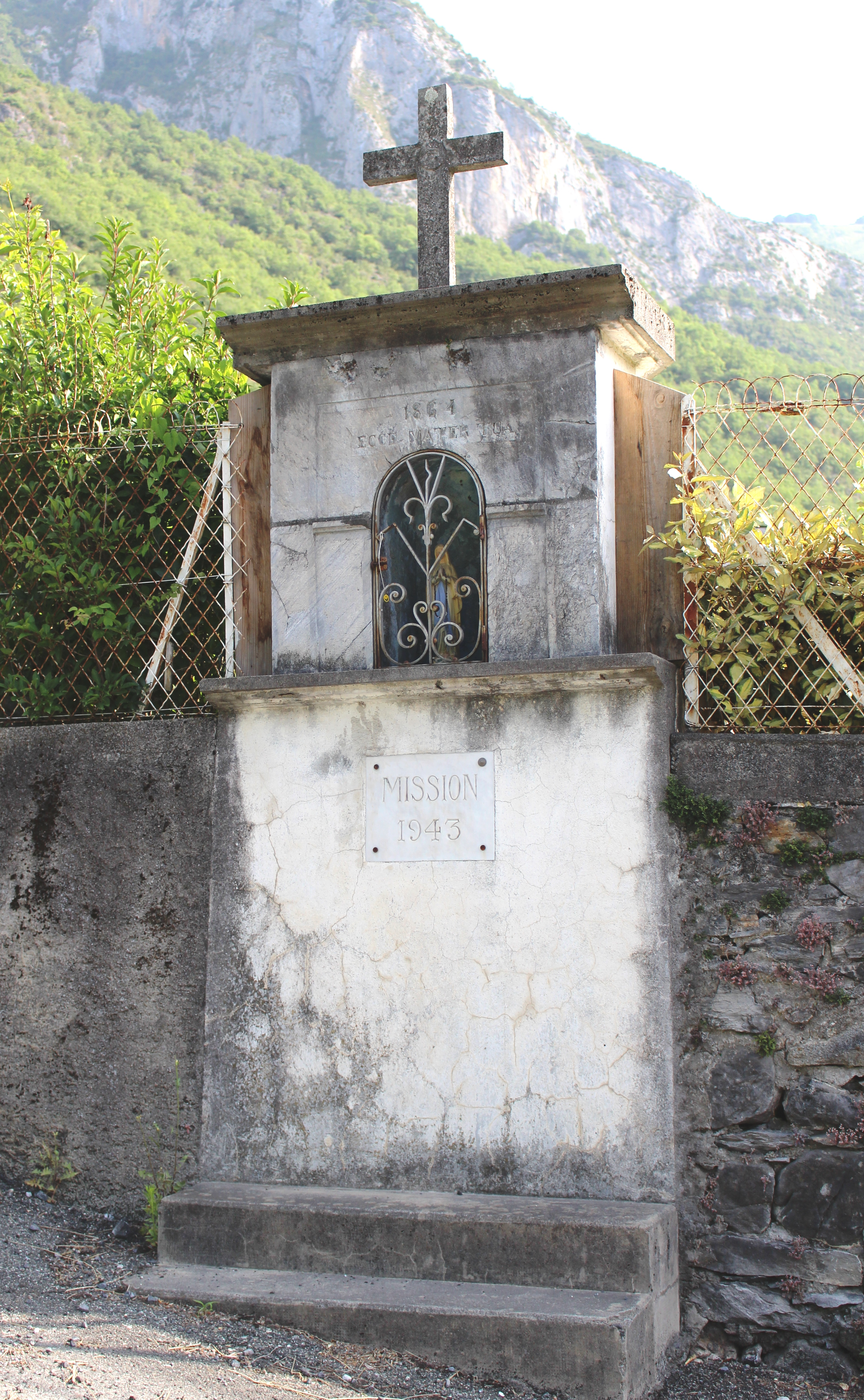
L'oratoire d'Agos.
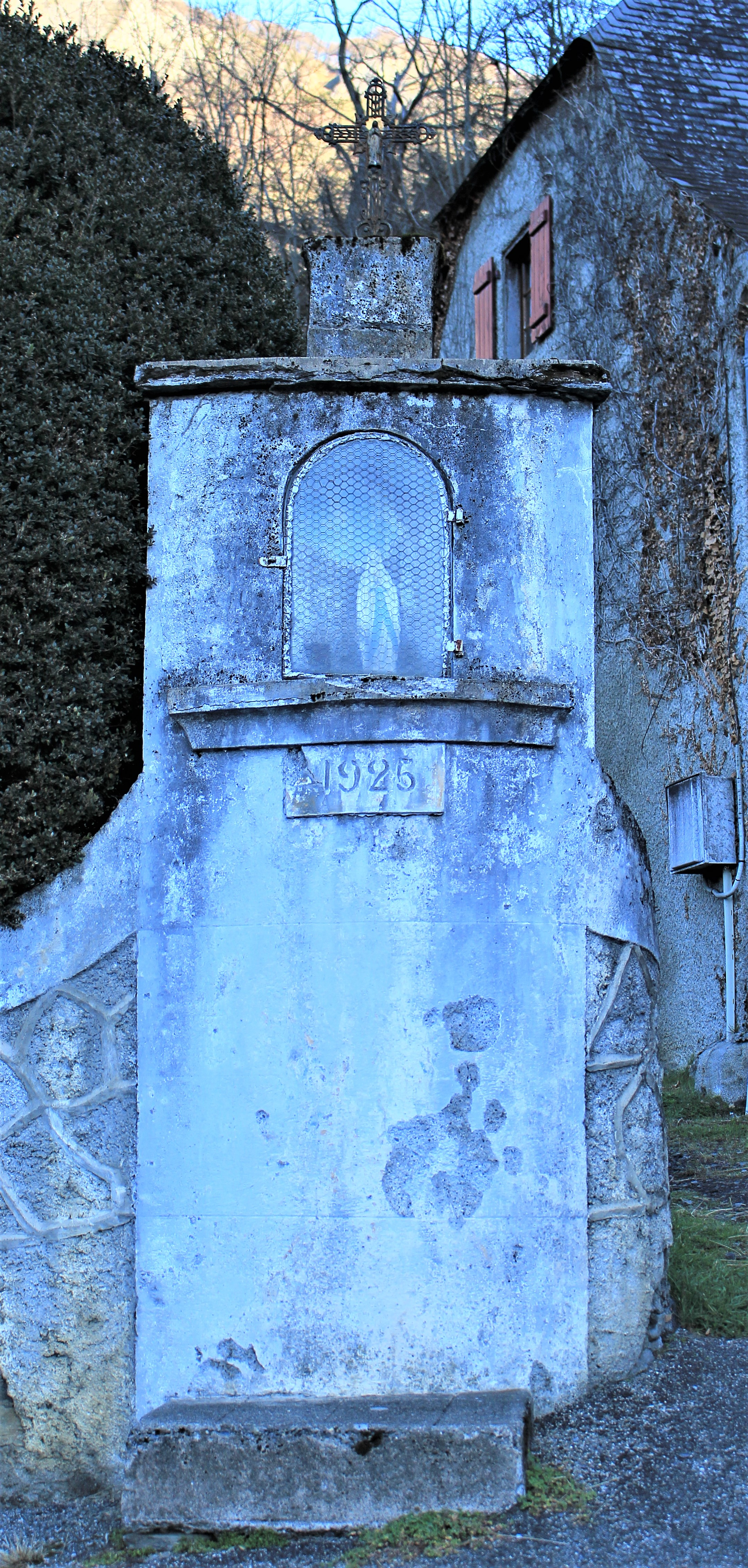
L'oratoire de Vidalos.

Sélection de vues des lavoirs en 2017.
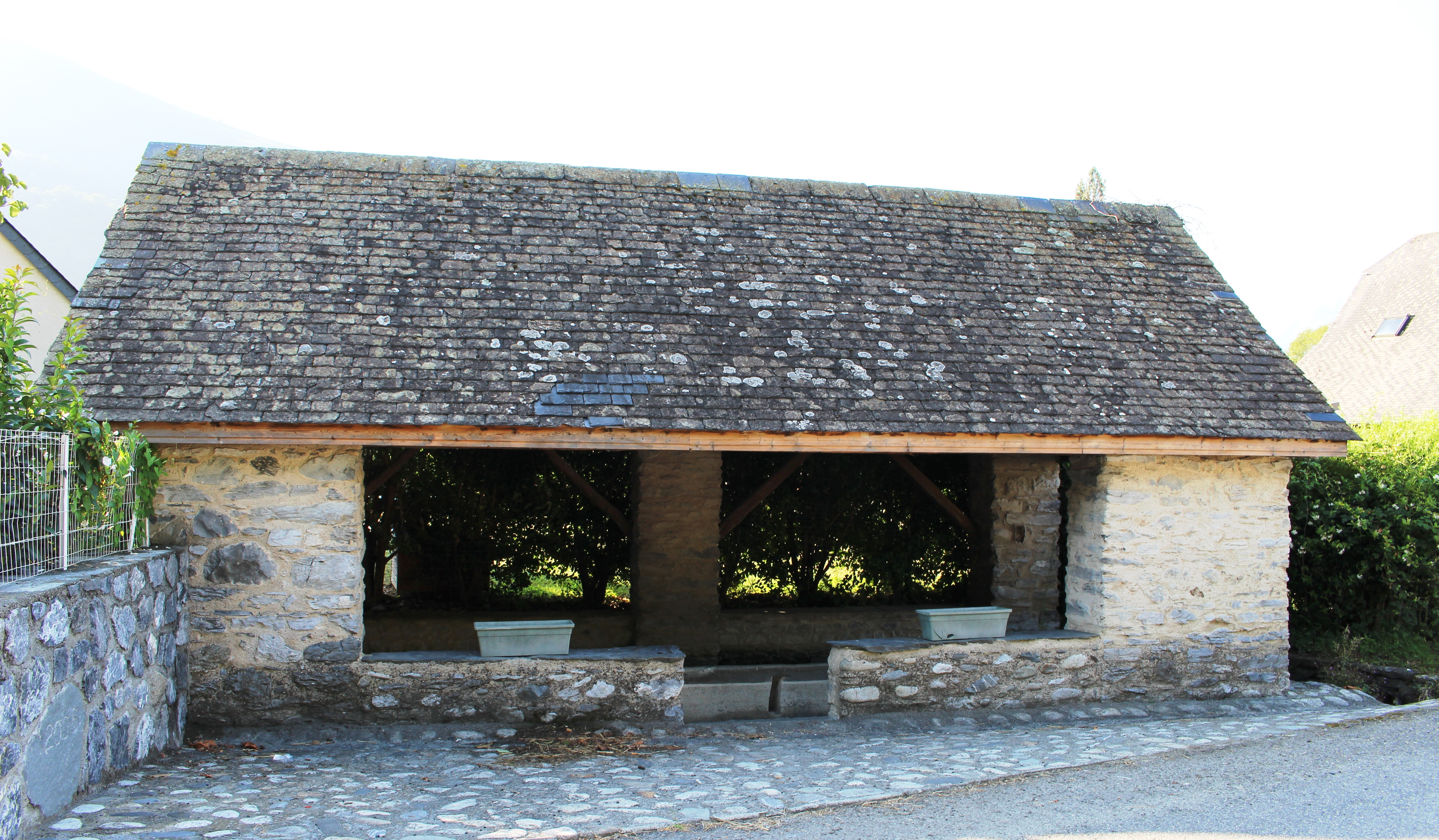
Le lavoir d'Agos.
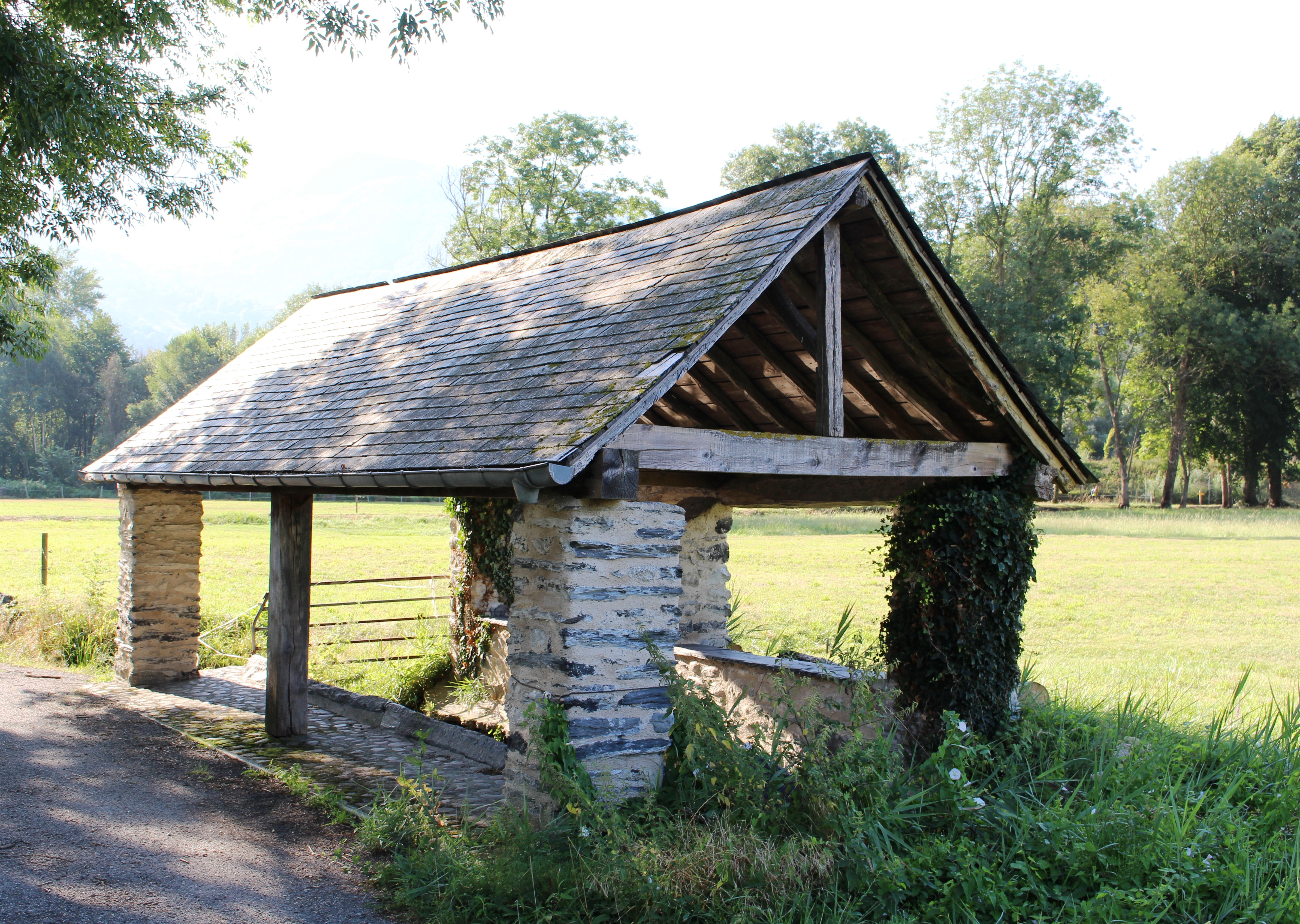
Le lavoir de Vidalos.

### Personnalités liées à la commune
- Mgr André Lacrampe, archevêque de Besançon, né à Agos-Vidalos en 1941.
- Michel Lacrampe (1951-2022), cuisinier, natif d’Agos-Vidalos, donateur d’une collection d’environ 2000 ouvrages historiques sur les Pyrénées, fonds conservé après sa mort par la commune et mis à la disposition du public[52].

### Héraldique
|  | Les armoiries de Agos-Vidalos se blasonnent ainsi : D'azur à une tour carrée d'argent maçonnée, ouverte et ajourée de sable accostée de deux chèvres affrontées d'or grimpantes, le tout sur un mont de sinople ; à la champagne ondée d'or chargée de deux burelles ondées aussi de sinople. |